# 미스터리 음악쇼 복면가왕
《미스터리 음악쇼 복면가왕》은 MBC TV에서 2015년 4월 5일부터 방송되는 음악 예능 프로그램이다.

## 역대 방송시간
| 방송 채널 | 방송 기간 | 방송 시간                    | 방송 시간                    | 비고          |
| --------- | --- | ---------------------------- | ---------------------------- | ------------- |
| MBC TV    | 2015년 4월 5일 ~ 2017년 4월 2일 | 매주 일요일 오후 4:50 ~ 6:45 | 매주 일요일 오후 4:50 ~ 6:45 | 일밤 1부 편성 |
| MBC TV    | 2017년 4월 9일 ~ 2018년 10월 14일 | 1부                          | 매주 일요일 오후 4:50 ~ 5:50 | 분리 편성     |
| MBC TV    | 2017년 4월 9일 ~ 2018년 10월 14일 | 2부                          | 매주 일요일 오후 5:50 ~ 6:45 | 분리 편성     |
| MBC TV    | 2018년 10월 21일 ~ 2018년 12월 30일 | 1부                          | 매주 일요일 오후 4:50 ~ 5:50 | 분리 편성     |
| MBC TV    | 2018년 10월 21일 ~ 2018년 12월 30일 | 2부                          | 매주 일요일 오후 5:50 ~ 6:30 | 분리 편성     |
| MBC TV    | 2019년 1월 6일 ~ 2019년 8월 11일 | 1부                          | 매주 일요일 오후 5:00 ~ 5:50 | 분리 편성     |
| MBC TV    | 2019년 1월 6일 ~ 2019년 8월 11일 | 2부                          | 매주 일요일 오후 5:50 ~ 6:45 | 분리 편성     |
| MBC TV    | 2019년 8월 18일 ~ 2019년 12월 1일 | 1부                          | 매주 일요일 오후 5:00 ~ 5:45 | 분리 편성     |
| MBC TV    | 2019년 8월 18일 ~ 2019년 12월 1일 | 2부                          | 매주 일요일 오후 5:45 ~ 6:30 | 분리 편성     |
| MBC TV    | 2019년 12월 8일 ~ 2020년 1월 12일 2021년 6월 27일 | 1부                          | 매주 일요일 저녁 6:10 ~ 7:00 | 분리 편성     |
| MBC TV    | 2019년 12월 8일 ~ 2020년 1월 12일 2021년 6월 27일 | 2부                          | 매주 일요일 저녁 7:00 ~ 7:55 | 분리 편성     |
| MBC TV    | 2020년 1월 19일 ~ 2020년 6월 14일 2020년 7월 5일 ~ 2020년 7월 26일 2020년 8월 9일 ~ 2020년 11월 1일 2020년 11월 15일 ~ 2020년 12월 20일 2021년 1월 10일 ~ 2021년 3월 7일 2021년 3월 21일 2021년 4월 11일 2021년 4월 25일 ~ 2021년 5월 16일 2021년 6월 6일 | 1부                          | 매주 일요일 저녁 6:20 ~ 7:00 | 분리 편성     |
| MBC TV    | 2020년 1월 19일 ~ 2020년 6월 14일 2020년 7월 5일 ~ 2020년 7월 26일 2020년 8월 9일 ~ 2020년 11월 1일 2020년 11월 15일 ~ 2020년 12월 20일 2021년 1월 10일 ~ 2021년 3월 7일 2021년 3월 21일 2021년 4월 11일 2021년 4월 25일 ~ 2021년 5월 16일 2021년 6월 6일 | 2부                          | 매주 일요일 저녁 7:00 ~ 7:55 | 분리 편성     |
| MBC TV    | 2020년 6월 21일 ~ 2020년 6월 28일 2021년 4월 18일 2021년 6월 13일 | 1부                          | 매주 일요일 저녁 6:15 ~ 7:00 | 분리 편성     |
| MBC TV    | 2020년 6월 21일 ~ 2020년 6월 28일 2021년 4월 18일 2021년 6월 13일 | 2부                          | 매주 일요일 저녁 7:00 ~ 7:50 | 분리 편성     |
| MBC TV    | 2020년 11월 8일 | 1부                          | 매주 일요일 저녁 6:15 ~ 6:55 | 분리 편성     |
| MBC TV    | 2020년 11월 8일 | 2부                          | 매주 일요일 저녁 6:55 ~ 7:55 | 분리 편성     |
| MBC TV    | 2020년 12월 27일 ~ 2021년 1월 3일 2021년 3월 14일 2021년 3월 28일 ~ 2021년 4월 4일 2021년 5월 23일 ~ 2021년 5월 30일 | 1부                          | 매주 일요일 저녁 6:10 ~ 6:55 | 분리 편성     |
| MBC TV    | 2020년 12월 27일 ~ 2021년 1월 3일 2021년 3월 14일 2021년 3월 28일 ~ 2021년 4월 4일 2021년 5월 23일 ~ 2021년 5월 30일 | 2부                          | 매주 일요일 저녁 6:55 ~ 7:55 | 분리 편성     |
| MBC TV    | 2020년 8월 2일 | 1부                          | 매주 일요일 저녁 6:10 ~ 6:50 | 분리 편성     |
| MBC TV    | 2020년 8월 2일 | 2부                          | 매주 일요일 저녁 6:50 ~ 7:55 | 분리 편성     |
| MBC TV    | 2021년 6월 20일 | 1부                          | 매주 일요일 저녁 6:05 ~ 7:00 | 분리 편성     |
| MBC TV    | 2021년 6월 20일 | 2부                          | 매주 일요일 저녁 7:00 ~ 7:55 | 분리 편성     |
| MBC TV    | 2021년 7월 4일 ~ 2022년 7월 3일 | 매주 일요일 저녁 6:10 ~ 7:50 | 매주 일요일 저녁 6:10 ~ 7:50 | 통합 편성     |
| MBC TV    | 2022년 7월 10일 ~ 2022년 9월 11일 | 매주 일요일 오후 5:00 ~ 6:30 | 매주 일요일 오후 5:00 ~ 6:30 | 통합 편성     |
| MBC TV    | 2022년 9월 18일 ~ 현재 | 매주 일요일 오후 6:05 ~ 7:55 | 매주 일요일 오후 6:05 ~ 7:55 | 통합 편성     |

## 출연진
- 김성주 (MC)
- 김구라 외 판정단 및 참가자
- 이원준 (진행 성우)
- 하우스 밴드 (음악)

## 진행 방식
투표자는 99명이며, 두 사람이 노래 대결을 펼친 뒤 더 많은 표를 얻은 사람이 다음 라운드에 진출한다. 1라운드에서 패배한 참가자들은 노래를 한 곡 더 부르며 가면을 벗고 2라운드부터는 추가 곡 없이 가면을 벗는다.

### 1라운드
총 여덟 명이 4개 조로 나와 듀엣 곡 대결을 펼친 뒤, 패자는 2라운드 솔로 곡을 부르면서 가면을 벗고 곡을 다 부른 후 퇴장한다.

### 2라운드
1라운드를 통과한 네 명이 솔로 곡 대결을 펼친 뒤, 패자는 즉시 가면을 벗은 후 퇴장한다.

### 3라운드
2라운드를 통과한 두 명이 가왕 앞에서 솔로 곡 대결을 펼친 뒤, 가왕은 일단 퇴장하고 패자는 즉시 가면을 벗은 후 퇴장한다.

### 가왕 결정전
3라운드를 통과한 이는 대기하고, 가왕이 노래를 부른 후 다시 투표를 하여 가왕을 결정한다.
가왕은 황금 가면과 가운을 착용한 후 행진하고 퇴장하며, 다음 가왕 결정전을 준비한다. 패자는 즉시 가면을 벗은 후 퇴장한다.

## 역대 가왕
※ 장기집권 가왕
| 회차          | 역대  | 닉네임 | 직종                 | 정체                         | 연승 |
| ------------- | ----- | --- | -------------------- | ---------------------------- | ---- |
| 파일럿        | 초대  | (6) 자체검열 모자이크 | 가수                 | 솔지 (EXID)                  |      |
| 1회, 2회      | 1대   | (4) 황금락카 두 통 썼네?! | 가수                 | 루나 (전 f(x)                | 2    |
| 3회, 4회      | 2대   | (4) 황금락카 두 통 썼네?! | 가수                 | 루나 (전 f(x)                | 2    |
| 5회, 6회      | 3대   | (5) 딸랑딸랑 종달새 | 가수                 | 진주                         | 1    |
| 7회, 8회      | 4대   | (5) 화생방실 클레오파트라 | 가수                 | 김연우 (전 토이)             | 4    |
| 9회, 10회     | 5대   | (5) 화생방실 클레오파트라 | 가수                 | 김연우 (전 토이)             | 4    |
| 11회, 12회    | 6대   | (5) 화생방실 클레오파트라 | 가수                 | 김연우 (전 토이)             | 4    |
| 13회, 14회    | 7대   | (5) 화생방실 클레오파트라 | 가수                 | 김연우 (전 토이)             | 4    |
| 15회, 16회    | 8대   | (7) 노래왕 퉁키 | 가수                 | 이정 (전 7Dayz)              | 1    |
| 17회, 18회    | 9대   | (6) 매운 맛을 보여주마! 고추아가씨 | 가수 & 뮤지컬 배우   | 여은 (전 멜로디데이)         | 1    |
| 19회, 20회    | 10대  | (4) 네가 가라! 하와이! | 뮤지컬 배우          | 홍지민                       | 2    |
| 21회, 22회    | 11대  | (4) 네가 가라! 하와이! | 뮤지컬 배우          | 홍지민                       | 2    |
| 23회, 24회    | 12대  | (6) 사랑은 연필로 쓰세요~♬ | 가수 & 뮤지컬 배우   | 소냐                         | 1    |
| 25회, 26회    | 13대  | (7) 소녀의 순정 코스모스 | 가수                 | 거미                         | 4    |
| 27회, 28회    | 14대  | (7) 소녀의 순정 코스모스 | 가수                 | 거미                         | 4    |
| 29회, 30회    | 15대  | (7) 소녀의 순정 코스모스 | 가수                 | 거미                         | 4    |
| 31회, 32회    | 16대  | (7) 소녀의 순정 코스모스 | 가수                 | 거미                         | 4    |
| 33회, 34회    | 17대  | (7) 여전사 캣츠걸 | 뮤지컬 배우          | 차지연                       | 5    |
| 35회, 36회    | 18대  | (7) 여전사 캣츠걸 | 뮤지컬 배우          | 차지연                       | 5    |
| 37회, 38회    | 19대  | (7) 여전사 캣츠걸 | 뮤지컬 배우          | 차지연                       | 5    |
| 39회, 40회    | 20대  | (7) 여전사 캣츠걸 | 뮤지컬 배우          | 차지연                       | 5    |
| 41회, 42회    | 21대  | (7) 여전사 캣츠걸 | 뮤지컬 배우          | 차지연                       | 5    |
| 43회, 44회    | 22대  | (5) 우리 동네 음악대장(역대 남성 최장기 집권 가왕)                                                                                           | 가수                 | 하현우 (국카스텐)            | 9    |
| 45회, 46회    | 23대  | (5) 우리 동네 음악대장(역대 남성 최장기 집권 가왕)                                                                                           | 가수                 | 하현우 (국카스텐)            | 9    |
| 47회, 48회    | 24대  | (5) 우리 동네 음악대장(역대 남성 최장기 집권 가왕)                                                                                           | 가수                 | 하현우 (국카스텐)            | 9    |
| 49회, 50회    | 25대  | (5) 우리 동네 음악대장(역대 남성 최장기 집권 가왕)                                                                                           | 가수                 | 하현우 (국카스텐)            | 9    |
| 51회, 52회    | 26대  | (5) 우리 동네 음악대장(역대 남성 최장기 집권 가왕)                                                                                           | 가수                 | 하현우 (국카스텐)            | 9    |
| 53회, 54회    | 27대  | (5) 우리 동네 음악대장(역대 남성 최장기 집권 가왕)                                                                                           | 가수                 | 하현우 (국카스텐)            | 9    |
| 55회, 56회    | 28대  | (5) 우리 동네 음악대장(역대 남성 최장기 집권 가왕)                                                                                           | 가수                 | 하현우 (국카스텐)            | 9    |
| 57회, 58회    | 29대  | (5) 우리 동네 음악대장(역대 남성 최장기 집권 가왕)                                                                                           | 가수                 | 하현우 (국카스텐)            | 9    |
| 59회, 60회    | 30대  | (5) 우리 동네 음악대장(역대 남성 최장기 집권 가왕)                                                                                           | 가수                 | 하현우 (국카스텐)            | 9    |
| 61회, 62회    | 31대  | (8) 하면 된다! 백수 탈출! → 하면 된다! | 가수                 | 더원 (전 스페이스 A)         | 2    |
| 63회, 64회    | 32대  | (8) 하면 된다! 백수 탈출! → 하면 된다! | 가수                 | 더원 (전 스페이스 A)         | 2    |
| 65회, 66회    | 33대  | (5) 로맨틱 흑기사 | 가수                 | 로이킴                       | 2    |
| 67회, 68회    | 34대  | (5) 로맨틱 흑기사 | 가수                 | 로이킴                       | 2    |
| 69회, 70회    | 35대  | (7) 불광동 휘발유 | 가수                 | 김연지 (전 씨야)             | 1    |
| 71회, 72회    | 36대  | (8) 신명 난다! 에헤라디오~! | 가수                 | 정동하 (전 부활)             | 4    |
| 73회, 74회    | 37대  | (8) 신명 난다! 에헤라디오~! | 가수                 | 정동하 (전 부활)             | 4    |
| 75회, 76회    | 38대  | (8) 신명 난다! 에헤라디오~! | 가수                 | 정동하 (전 부활)             | 4    |
| 77회, 78회    | 39대  | (8) 신명 난다! 에헤라디오~! | 가수                 | 정동하 (전 부활)             | 4    |
| 79회, 80회    | 40대  | (8) 주문하시겠습니까? 팝콘소녀 | 가수                 | 알리                         | 3    |
| 81회, 82회    | 41대  | (8) 주문하시겠습니까? 팝콘소녀 | 가수                 | 알리                         | 3    |
| 83회, 84회    | 42대  | (8) 주문하시겠습니까? 팝콘소녀 | 가수                 | 알리                         | 3    |
| 85회, 86회    | 43대  | (8) 뜨거운 심장 양철로봇 | 가수                 | 신용재 (2F, 허용별, 전 포맨) | 3    |
| 87회, 88회    | 44대  | (8) 뜨거운 심장 양철로봇 | 가수                 | 신용재 (2F, 허용별, 전 포맨) | 3    |
| 89회, 90회    | 45대  | (8) 뜨거운 심장 양철로봇 | 가수                 | 신용재 (2F, 허용별, 전 포맨) | 3    |
| 91회, 92회    | 46대  | (7) 신비주의 아기천사 | 가수                 | 김명훈 (울랄라 세션)         | 1    |
| 93회, 94회    | 47대  | (8) 팥의 전사 호빵왕자 | 가수                 | 환희 (플라이 투 더 스카이)   | 3    |
| 95회, 96회    | 48대  | (8) 팥의 전사 호빵왕자 | 가수                 | 환희 (플라이 투 더 스카이)   | 3    |
| 97회, 98회    | 49대  | (8) 팥의 전사 호빵왕자 | 가수                 | 환희 (플라이 투 더 스카이)   | 3    |
| 99회, 100회   | 50대  | (2) 물찬 강남제비 | 가수                 | 봉구 (길구봉구)              | 1    |
| 101회, 102회  | 51대  | (7) 장화 신고 노래할고양! | 가수                 | 이해리 (다비치)              | 2    |
| 103회, 104회  | 52대  | (7) 장화 신고 노래할고양! | 가수                 | 이해리 (다비치)              | 2    |
| 105회, 106회  | 53대  | (7) 노래 9단 흥부자댁 | 가수                 | 소향                         | 6    |
| 107회, 108회  | 54대  | (7) 노래 9단 흥부자댁 | 가수                 | 소향                         | 6    |
| 109회, 110회  | 55대  | (7) 노래 9단 흥부자댁 | 가수                 | 소향                         | 6    |
| 111회, 112회  | 56대  | (7) 노래 9단 흥부자댁 | 가수                 | 소향                         | 6    |
| 113회, 114회  | 57대  | (7) 노래 9단 흥부자댁 | 가수                 | 소향                         | 6    |
| 115회, 116회  | 58대  | (7) 노래 9단 흥부자댁 | 가수                 | 소향                         | 6    |
| 117회, 118회  | 59대  | (8) 맛있으면 0칼로리! MC햄버거 | 가수                 | 김조한 (솔리드, 슬로우 모션) | 1    |
| 119회, 120회  | 60대  | (7) 바다의 귀염둥이 아기해마 | 가수                 | 케이윌                       | 1    |
| 121회, 122회  | 61대  | (7) 참 잘했어요! 바른 생활 소녀 영희 | 가수 & 뮤지컬 배우   | 옥주현 (전 핑클)             | 2    |
| 123회, 124회  | 62대  | (7) 참 잘했어요! 바른 생활 소녀 영희 | 가수 & 뮤지컬 배우   | 옥주현 (전 핑클)             | 2    |
| 125회, 126회  | 63대  | (8) 감성충만 중2병 청개구리 왕자 | 가수                 | 권정열 (10cm)                | 2    |
| 127회, 128회  | 64대  | (8) 감성충만 중2병 청개구리 왕자 | 가수                 | 권정열 (10cm)                | 2    |
| 129회, 130회  | 65대  | (1) 입술 위에 츄~♬ 내 노래에 츄~♬ 레드마우스                                                                                                 | 가수                 | 선우정아                     | 5    |
| 131회, 132회  | 66대  | (1) 입술 위에 츄~♬ 내 노래에 츄~♬ 레드마우스                                                                                                 | 가수                 | 선우정아                     | 5    |
| 133회, 134회  | 67대  | (1) 입술 위에 츄~♬ 내 노래에 츄~♬ 레드마우스                                                                                                 | 가수                 | 선우정아                     | 5    |
| 135회, 136회  | 68대  | (1) 입술 위에 츄~♬ 내 노래에 츄~♬ 레드마우스                                                                                                 | 가수                 | 선우정아                     | 5    |
| 137회, 138회  | 69대  | (1) 입술 위에 츄~♬ 내 노래에 츄~♬ 레드마우스                                                                                                 | 가수                 | 선우정아                     | 5    |
| 139회, 140회  | 70대  | (7) 걸어서 세계 속으로! 집시여인 | 가수 & 뮤지컬 배우   | 아이비                       | 1    |
| 141회, 142회  | 71대  | (7) 성대천하 유아독존 동방불패 | 가수                 | 손승연 (손이지유)            | 8    |
| 143회, 144회  | 72대  | (7) 성대천하 유아독존 동방불패 | 가수                 | 손승연 (손이지유)            | 8    |
| 145회, 146회  | 73대  | (7) 성대천하 유아독존 동방불패 | 가수                 | 손승연 (손이지유)            | 8    |
| 147회, 148회  | 74대  | (7) 성대천하 유아독존 동방불패 | 가수                 | 손승연 (손이지유)            | 8    |
| 149회, 150회  | 75대  | (7) 성대천하 유아독존 동방불패 | 가수                 | 손승연 (손이지유)            | 8    |
| 151회, 152회  | 76대  | (7) 성대천하 유아독존 동방불패 | 가수                 | 손승연 (손이지유)            | 8    |
| 153회, 154회  | 77대  | (7) 성대천하 유아독존 동방불패 | 가수                 | 손승연 (손이지유)            | 8    |
| 155회, 156회  | 78대  | (7) 성대천하 유아독존 동방불패 | 가수                 | 손승연 (손이지유)            | 8    |
| 157회; 158회  | 79대  | (8) 어때요, 노래 참 쉽죠? 밥로스 | 가수                 | 한동근                       | 3    |
| 159회, 160회  | 80대  | (8) 어때요, 노래 참 쉽죠? 밥로스 | 가수                 | 한동근                       | 3    |
| 161회, 162회  | 81대  | (8) 어때요, 노래 참 쉽죠? 밥로스 | 가수                 | 한동근                       | 3    |
| 163회, 164회  | 82대  | (7) 나한테 걸리면 마이 아파~! 동막골소녀 | 가수                 | 솔지 (EXID)                  | 5    |
| 165회, 166회  | 83대  | (7) 나한테 걸리면 마이 아파~! 동막골소녀 | 가수                 | 솔지 (EXID)                  | 5    |
| 167회, 168회  | 84대  | (7) 나한테 걸리면 마이 아파~! 동막골소녀 | 가수                 | 솔지 (EXID)                  | 5    |
| 169회, 170회  | 85대  | (7) 나한테 걸리면 마이 아파~! 동막골소녀 | 가수                 | 솔지 (EXID)                  | 5    |
| 171회, 172회  | 86대  | (7) 나한테 걸리면 마이 아파~! 동막골소녀 | 가수                 | 솔지 (EXID)                  | 5    |
| 173회, 174회  | 87대  | (7) 액자 속 사진 속의 그 왕밤빵X4 | 가수                 | 뮤지 (UV, 슬로우 모션)       | 3    |
| 175회, 176회  | 88대  | (7) 액자 속 사진 속의 그 왕밤빵X4 | 가수                 | 뮤지 (UV, 슬로우 모션)       | 3    |
| 177회, 178회  | 89대  | (7) 액자 속 사진 속의 그 왕밤빵X4 | 가수                 | 뮤지 (UV, 슬로우 모션)       | 3    |
| 179회, 180회  | 90대  | (7) 안녕? 난 건이라고 해! 독수리 건 | 가수                 | 이현 (8eight, 전 옴므)       | 4    |
| 181회, 182회  | 91대  | (7) 안녕? 난 건이라고 해! 독수리 건 | 가수                 | 이현 (8eight, 전 옴므)       | 4    |
| 183회, 184회  | 92대  | (7) 안녕? 난 건이라고 해! 독수리 건 | 가수                 | 이현 (8eight, 전 옴므)       | 4    |
| 185회, 186회  | 93대  | (7) 안녕? 난 건이라고 해! 독수리 건 | 가수                 | 이현 (8eight, 전 옴므)       | 4    |
| 187회 ~ 189회 | 94대  | (4) 코드네임 불난 위도우 | 가수 & 뮤지컬 배우   | 장은아 (W & JAS)             | 1    |
| 189회 ~ 191회 | 95대  | (6) 뽀뽀뽀 친구 클림트 | 가수 & 뮤지컬 배우   | 해나 (전 마틸다)             | 3    |
| 191회 ~ 193회 | 96대  | (6) 뽀뽀뽀 친구 클림트 | 가수 & 뮤지컬 배우   | 해나 (전 마틸다)             | 3    |
| 193회, 194회  | 97대  | (6) 뽀뽀뽀 친구 클림트 | 가수 & 뮤지컬 배우   | 해나 (전 마틸다)             | 3    |
| 195회, 196회  | 98대  | (7) 어디 한 번 걸리기만 해 봐! 걸리버 | 가수                 | 이원석 (데이브레이크)        | 5    |
| 197회, 198회  | 99대  | (7) 어디 한 번 걸리기만 해 봐! 걸리버 | 가수                 | 이원석 (데이브레이크)        | 5    |
| 199회, 200회  | 100대 | (7) 어디 한 번 걸리기만 해 봐! 걸리버 | 가수                 | 이원석 (데이브레이크)        | 5    |
| 201회, 202회  | 101대 | (7) 어디 한 번 걸리기만 해 봐! 걸리버 | 가수                 | 이원석 (데이브레이크)        | 5    |
| 203회, 204회  | 102대 | (7) 어디 한 번 걸리기만 해 봐! 걸리버 | 가수                 | 이원석 (데이브레이크)        | 5    |
| 205회, 206회  | 103대 | (7) 오늘 당직 나이팅게일 | 가수                 | 이보람 (WSG워너비, 전 씨야)  | 3    |
| 207회, 208회  | 104대 | (7) 오늘 당직 나이팅게일 | 가수                 | 이보람 (WSG워너비, 전 씨야)  | 3    |
| 209회, 210회  | 105대 | (7) 오늘 당직 나이팅게일 | 가수                 | 이보람 (WSG워너비, 전 씨야)  | 3    |
| 211회, 212회  | 106대 | (5) 가왕, 나한테 지니? 노래요정 지니 | 가수 & 뮤지컬 배우   | 규현 (슈퍼주니어)            | 5    |
| 213회, 214회  | 107대 | (5) 가왕, 나한테 지니? 노래요정 지니 | 가수 & 뮤지컬 배우   | 규현 (슈퍼주니어)            | 5    |
| 215회, 216회  | 108대 | (5) 가왕, 나한테 지니? 노래요정 지니 | 가수 & 뮤지컬 배우   | 규현 (슈퍼주니어)            | 5    |
| 217회, 218회  | 109대 | (5) 가왕, 나한테 지니? 노래요정 지니 | 가수 & 뮤지컬 배우   | 규현 (슈퍼주니어)            | 5    |
| 219회, 220회  | 110대 | (5) 가왕, 나한테 지니? 노래요정 지니 | 가수 & 뮤지컬 배우   | 규현 (슈퍼주니어)            | 5    |
| 221회, 222회  | 111대 | (7) 나의 살던 고향은 만화방?! 만찢남 | 가수                 | 이석훈 (SG워너비)            | 6    |
| 223회, 224회  | 112대 | (7) 나의 살던 고향은 만화방?! 만찢남 | 가수                 | 이석훈 (SG워너비)            | 6    |
| 225회, 226회  | 113대 | (7) 나의 살던 고향은 만화방?! 만찢남 | 가수                 | 이석훈 (SG워너비)            | 6    |
| 227회, 228회  | 114대 | (7) 나의 살던 고향은 만화방?! 만찢남 | 가수                 | 이석훈 (SG워너비)            | 6    |
| 229회, 230회  | 115대 | (7) 나의 살던 고향은 만화방?! 만찢남 | 가수                 | 이석훈 (SG워너비)            | 6    |
| 231회, 232회  | 116대 | (7) 나의 살던 고향은 만화방?! 만찢남 | 가수                 | 이석훈 (SG워너비)            | 6    |
| 233회, 234회  | 117대 | (7) 나~♬ 나나나~♬ 난나 나나낭랑~♬ 나는 낭랑18세!                                                                                             | 가수                 | 소찬휘                       | 5    |
| 235회, 236회  | 118대 | (7) 나~♬ 나나나~♬ 난나 나나낭랑~♬ 나는 낭랑18세!                                                                                             | 가수                 | 소찬휘                       | 5    |
| 237회, 238회  | 119대 | (7) 나~♬ 나나나~♬ 난나 나나낭랑~♬ 나는 낭랑18세!                                                                                             | 가수                 | 소찬휘                       | 5    |
| 239회, 240회  | 120대 | (7) 나~♬ 나나나~♬ 난나 나나낭랑~♬ 나는 낭랑18세!                                                                                             | 가수                 | 소찬휘                       | 5    |
| 241회, 242회  | 121대 | (7) 나~♬ 나나나~♬ 난나 나나낭랑~♬ 나는 낭랑18세!                                                                                             | 가수                 | 소찬휘                       | 5    |
| 243회, 244회  | 122대 | (8) 발로 불러도 가왕! 가왕본색 주윤발 | 가수                 | 강승윤 (위너)                | 6    |
| 245회, 246회  | 123대 | (8) 발로 불러도 가왕! 가왕본색 주윤발 | 가수                 | 강승윤 (위너)                | 6    |
| 247회, 248회  | 124대 | (8) 발로 불러도 가왕! 가왕본색 주윤발 | 가수                 | 강승윤 (위너)                | 6    |
| 249회, 250회  | 125대 | (8) 발로 불러도 가왕! 가왕본색 주윤발 | 가수                 | 강승윤 (위너)                | 6    |
| 251회, 252회  | 126대 | (8) 발로 불러도 가왕! 가왕본색 주윤발 | 가수                 | 강승윤 (위너)                | 6    |
| 253회, 254회  | 127대 | (8) 발로 불러도 가왕! 가왕본색 주윤발 | 가수                 | 강승윤 (위너)                | 6    |
| 255회, 256회  | 128대 | (6) 주윤발, 너 이제 가왕석 방 빼! 방패 → 천하무적 절대 방패                                                                                  | 뮤지컬 배우          | 최재림                       | 1    |
| 257회, 258회  | 129대 | (4) 난 괜찮아~♬ 가왕 되면 다 괜찮아~♬ 진주                                                                                                   | 가수                 | HYNN (WSG워너비)             | 1    |
| 259회, 260회  | 130대 | (7) 내 노래는 우아~우아~우아~해! 절대 시들지 않는 가창력! 장미여사                                                                           | 가수                 | 김연자                       | 6    |
| 261회, 262회  | 131대 | (7) 내 노래는 우아~우아~우아~해! 절대 시들지 않는 가창력! 장미여사                                                                           | 가수                 | 김연자                       | 6    |
| 263회, 264회  | 132대 | (7) 내 노래는 우아~우아~우아~해! 절대 시들지 않는 가창력! 장미여사                                                                           | 가수                 | 김연자                       | 6    |
| 265회, 266회  | 133대 | (7) 내 노래는 우아~우아~우아~해! 절대 시들지 않는 가창력! 장미여사                                                                           | 가수                 | 김연자                       | 6    |
| 267회, 268회  | 134대 | (7) 내 노래는 우아~우아~우아~해! 절대 시들지 않는 가창력! 장미여사                                                                           | 가수                 | 김연자                       | 6    |
| 269회, 270회  | 135대 | (7) 내 노래는 우아~우아~우아~해! 절대 시들지 않는 가창력! 장미여사                                                                           | 가수                 | 김연자                       | 6    |
| 271회, 272회  | 136대 | (7) 장미여사님, 숨어도 소용없어요~! 제가 다 찾아냅니다! 숨은 그림 찾기 → 숨어도 소용없어요~! 제가 다 찾아냅니다! 숨은 그림 찾기              | 가수                 | 김정은 (전 마로니에)         | 1    |
| 273회, 274회  | 137대 | (7) 얌전한 고양이가 가왕석에 먼저 올라간다! 부뚜막 고양이                                                                                    | 가수 & 뮤지컬 배우   | 양요섭 (비스트, 하이라이트)  | 8    |
| 275회, 276회  | 138대 | (7) 얌전한 고양이가 가왕석에 먼저 올라간다! 부뚜막 고양이                                                                                    | 가수 & 뮤지컬 배우   | 양요섭 (비스트, 하이라이트)  | 8    |
| 277회, 278회  | 139대 | (7) 얌전한 고양이가 가왕석에 먼저 올라간다! 부뚜막 고양이                                                                                    | 가수 & 뮤지컬 배우   | 양요섭 (비스트, 하이라이트)  | 8    |
| 279회, 280회  | 140대 | (7) 얌전한 고양이가 가왕석에 먼저 올라간다! 부뚜막 고양이                                                                                    | 가수 & 뮤지컬 배우   | 양요섭 (비스트, 하이라이트)  | 8    |
| 281회, 282회  | 141대 | (7) 얌전한 고양이가 가왕석에 먼저 올라간다! 부뚜막 고양이                                                                                    | 가수 & 뮤지컬 배우   | 양요섭 (비스트, 하이라이트)  | 8    |
| 283회, 284회  | 142대 | (7) 얌전한 고양이가 가왕석에 먼저 올라간다! 부뚜막 고양이                                                                                    | 가수 & 뮤지컬 배우   | 양요섭 (비스트, 하이라이트)  | 8    |
| 285회, 286회  | 143대 | (7) 얌전한 고양이가 가왕석에 먼저 올라간다! 부뚜막 고양이                                                                                    | 가수 & 뮤지컬 배우   | 양요섭 (비스트, 하이라이트)  | 8    |
| 287회, 288회  | 144대 | (7) 얌전한 고양이가 가왕석에 먼저 올라간다! 부뚜막 고양이                                                                                    | 가수 & 뮤지컬 배우   | 양요섭 (비스트, 하이라이트)  | 8    |
| 289회, 290회  | 145대 | (7) 한 번 열리면 정신 못 차릴 걸? 보물상자                                                                                                   | 가수                 | 이영현 (빅마마)              | 1    |
| 291회, 292회  | 146대 | (1) 가왕님은 내일부터 집콕! → 집콕 | 가수                 | 박시환                       | 1    |
| 293회, 294회  | 147대 | (7) 삐빅! 가왕감입니다! 바코드 | 가수                 | 이주혁 (기프트, 전 루시)     | 3    |
| 295회, 296회  | 148대 | (7) 삐빅! 가왕감입니다! 바코드 | 가수                 | 이주혁 (기프트, 전 루시)     | 3    |
| 297회, 298회  | 149대 | (7) 삐빅! 가왕감입니다! 바코드 | 가수                 | 이주혁 (기프트, 전 루시)     | 3    |
| 299회, 300회  | 150대 | (3) 아기염소 여럿이 가왕석 뜯고 놀아요~♬ 해처럼 밝은 얼굴로~♬ 아기염소                                                                       | 뮤지컬 배우          | 정선아                       | 3    |
| 301회, 302회  | 151대 | (3) 아기염소 여럿이 가왕석 뜯고 놀아요~♬ 해처럼 밝은 얼굴로~♬ 아기염소                                                                       | 뮤지컬 배우          | 정선아                       | 3    |
| 303회, 304회  | 152대 | (3) 아기염소 여럿이 가왕석 뜯고 놀아요~♬ 해처럼 밝은 얼굴로~♬ 아기염소                                                                       | 뮤지컬 배우          | 정선아                       | 3    |
| 305회, 306회  | 153대 | (7) 탄생석 받고 가왕석으로! 5월의 에메랄드                                                                                                   | 가수                 | 유미                         | 3    |
| 307회, 308회  | 154대 | (7) 탄생석 받고 가왕석으로! 5월의 에메랄드                                                                                                   | 가수                 | 유미                         | 3    |
| 309회, 310회  | 155대 | (7) 탄생석 받고 가왕석으로! 5월의 에메랄드                                                                                                   | 가수                 | 유미                         | 3    |
| 311회, 312회  | 156대 | (7) 가왕~♬ 가왕~♬ 가왕~♬ 내 가왕이야~♬ 소리꾼                                                                                                | 가수                 | 박민혜 (빅마마)              | 1    |
| 313회, 314회  | 157대 | (7) 내가 오늘 가왕 할 '수밖'에! 화채 | 가수                 | 정인                         | 2    |
| 315회, 316회  | 158대 | (7) 내가 오늘 가왕 할 '수밖'에! 화채 | 가수                 | 정인                         | 2    |
| 317회, 318회  | 159대 | (8) 투표 안 하고 뭐 해, 이 바보야! 비대면 남친                                                                                               | 성악가 & 뮤지컬 배우 | 배두훈 (포레스텔라)          | 1    |
| 319회, 320회  | 160대 | (7) 비대면 남친은 집에 가서 빈대떡이나 부쳐 드세요! 빈대떡 신사 → 모두 집에 가서 빈대떡이나 부쳐 드세요! 가왕석은 제가 지킵니다! 빈대떡 신사 | 가수                 | 쟈니리                       | 3    |
| 321회, 322회  | 161대 | (7) 비대면 남친은 집에 가서 빈대떡이나 부쳐 드세요! 빈대떡 신사 → 모두 집에 가서 빈대떡이나 부쳐 드세요! 가왕석은 제가 지킵니다! 빈대떡 신사 | 가수                 | 쟈니리                       | 3    |
| 325회, 326회  | 162대 | (7) 비대면 남친은 집에 가서 빈대떡이나 부쳐 드세요! 빈대떡 신사 → 모두 집에 가서 빈대떡이나 부쳐 드세요! 가왕석은 제가 지킵니다! 빈대떡 신사 | 가수                 | 쟈니리                       | 3    |
| 327회, 328회  | 163대 | (7) 복면가왕에서 재주 부리고 가왕석 올라갈게요! 곰발바닥 → 복면가왕에서 재주 부리고 가왕석 지킬게요! 곰발바닥                                | 가수                 | 이예준 (손이지유)            | 4    |
| 329회, 330회  | 164대 | (7) 복면가왕에서 재주 부리고 가왕석 올라갈게요! 곰발바닥 → 복면가왕에서 재주 부리고 가왕석 지킬게요! 곰발바닥                                | 가수                 | 이예준 (손이지유)            | 4    |
| 331회, 332회  | 165대 | (7) 복면가왕에서 재주 부리고 가왕석 올라갈게요! 곰발바닥 → 복면가왕에서 재주 부리고 가왕석 지킬게요! 곰발바닥                                | 가수                 | 이예준 (손이지유)            | 4    |
| 333회, 334회  | 166대 | (7) 복면가왕에서 재주 부리고 가왕석 올라갈게요! 곰발바닥 → 복면가왕에서 재주 부리고 가왕석 지킬게요! 곰발바닥                                | 가수                 | 이예준 (손이지유)            | 4    |
| 335회, 336회  | 167대 | (7) 눈처럼 깨끗한 명품 가창력! 겨울아이 | 가수                 | 이무진                       | 3    |
| 337회, 338회  | 168대 | (7) 눈처럼 깨끗한 명품 가창력! 겨울아이 | 가수                 | 이무진                       | 3    |
| 339회, 340회  | 169대 | (7) 눈처럼 깨끗한 명품 가창력! 겨울아이 | 가수                 | 이무진                       | 3    |
| 341회, 342회  | 170대 | (8) 아빠가 황금가면 벌어올게~! 아빠는 월급쟁이!                                                                                              | 성악가               | 박현수 (레떼아모르)          | 1    |
| 343회, 344회  | 171대 | (7) 작지만 강한 외유내강 보이스! 작은 아씨들                                                                                                 | 가수                 | 벤 (전 베베미뇽)             | 4    |
| 345회, 346회  | 172대 | (7) 작지만 강한 외유내강 보이스! 작은 아씨들                                                                                                 | 가수                 | 벤 (전 베베미뇽)             | 4    |
| 347회, 348회  | 173대 | (7) 작지만 강한 외유내강 보이스! 작은 아씨들                                                                                                 | 가수                 | 벤 (전 베베미뇽)             | 4    |
| 349회, 350회  | 174대 | (7) 작지만 강한 외유내강 보이스! 작은 아씨들                                                                                                 | 가수                 | 벤 (전 베베미뇽)             | 4    |
| 351회, 352회  | 175대 | (8) 세상에 노래 못하는 개는 없다! 누렁이 | 가수                 | 정홍일                       | 6    |
| 353회, 354회  | 176대 | (8) 세상에 노래 못하는 개는 없다! 누렁이 | 가수                 | 정홍일                       | 6    |
| 355회, 356회  | 177대 | (8) 세상에 노래 못하는 개는 없다! 누렁이 | 가수                 | 정홍일                       | 6    |
| 357회, 358회  | 178대 | (8) 세상에 노래 못하는 개는 없다! 누렁이 | 가수                 | 정홍일                       | 6    |
| 359회, 360회  | 179대 | (8) 세상에 노래 못하는 개는 없다! 누렁이 | 가수                 | 정홍일                       | 6    |
| 361회, 362회  | 180대 | (8) 세상에 노래 못하는 개는 없다! 누렁이 | 가수                 | 정홍일                       | 6    |
| 363회, 364회  | 181대 | (8) 다시 어둠이 내리면~♬ 가왕석은 내 거야! 인디언 인형                                                                                       | 가수                 | 김예지 (카디)                | 5    |
| 365회, 366회  | 182대 | (8) 다시 어둠이 내리면~♬ 가왕석은 내 거야! 인디언 인형                                                                                       | 가수                 | 김예지 (카디)                | 5    |
| 367회, 368회  | 183대 | (8) 다시 어둠이 내리면~♬ 가왕석은 내 거야! 인디언 인형                                                                                       | 가수                 | 김예지 (카디)                | 5    |
| 369회, 370회  | 184대 | (8) 다시 어둠이 내리면~♬ 가왕석은 내 거야! 인디언 인형                                                                                       | 가수                 | 김예지 (카디)                | 5    |
| 373회~375회   | 185대 | (8) 다시 어둠이 내리면~♬ 가왕석은 내 거야! 인디언 인형                                                                                       | 가수                 | 김예지 (카디)                | 5    |
| 376회, 377회  | 186대 | (8) 아삭하게 무대를 씹어먹겠습니다! 총각김치                                                                                                 | 가수                 | 손진욱 (당기시오)            | 1    |
| 378회, 379회  | 187대 | (7) 신들린 노래 실력 보여드릴게요! 신이 내린 목소리                                                                                          | 가수                 | 서문탁                       | 7    |
| 380회, 381회  | 188대 | (7) 신들린 노래 실력 보여드릴게요! 신이 내린 목소리                                                                                          | 가수                 | 서문탁                       | 7    |
| 382회, 383회  | 189대 | (7) 신들린 노래 실력 보여드릴게요! 신이 내린 목소리                                                                                          | 가수                 | 서문탁                       | 7    |
| 384회, 385회  | 190대 | (7) 신들린 노래 실력 보여드릴게요! 신이 내린 목소리                                                                                          | 가수                 | 서문탁                       | 7    |
| 386회, 387회  | 191대 | (7) 신들린 노래 실력 보여드릴게요! 신이 내린 목소리                                                                                          | 가수                 | 서문탁                       | 7    |
| 388회, 389회  | 192대 | (7) 신들린 노래 실력 보여드릴게요! 신이 내린 목소리                                                                                          | 가수                 | 서문탁                       | 7    |
| 390회, 391회  | 193대 | (7) 신들린 노래 실력 보여드릴게요! 신이 내린 목소리                                                                                          | 가수                 | 서문탁                       | 7    |
| 392회, 393회  | 194대 | (8) 복면가왕 트로피에 제 이름 새기러 왔어요! 우승 트로피                                                                                     | 가수 & 뮤지컬 배우   | 유회승 (엔플라잉)            | 4    |
| 394회, 395회  | 195대 | (8) 복면가왕 트로피에 제 이름 새기러 왔어요! 우승 트로피                                                                                     | 가수 & 뮤지컬 배우   | 유회승 (엔플라잉)            | 4    |
| 396회, 397회  | 196대 | (8) 복면가왕 트로피에 제 이름 새기러 왔어요! 우승 트로피                                                                                     | 가수 & 뮤지컬 배우   | 유회승 (엔플라잉)            | 4    |
| 398회, 399회  | 197대 | (8) 복면가왕 트로피에 제 이름 새기러 왔어요! 우승 트로피                                                                                     | 가수 & 뮤지컬 배우   | 유회승 (엔플라잉)            | 4    |
| 400회, 401회  | 198대 | (8) 8가지 화려한 매력으로 가왕석까지 날아갈게요! 팔색조 → 8가지 화려한 매력으로 n연승까지 날아갈게요! 팔색조                                 | 가수                 | 임정희                       | 6    |
| 402회, 403회  | 199대 | (8) 8가지 화려한 매력으로 가왕석까지 날아갈게요! 팔색조 → 8가지 화려한 매력으로 n연승까지 날아갈게요! 팔색조                                 | 가수                 | 임정희                       | 6    |
| 404회, 405회  | 200대 | (8) 8가지 화려한 매력으로 가왕석까지 날아갈게요! 팔색조 → 8가지 화려한 매력으로 n연승까지 날아갈게요! 팔색조                                 | 가수                 | 임정희                       | 6    |
| 406회, 407회  | 201대 | (8) 8가지 화려한 매력으로 가왕석까지 날아갈게요! 팔색조 → 8가지 화려한 매력으로 n연승까지 날아갈게요! 팔색조                                 | 가수                 | 임정희                       | 6    |
| 408회, 409회  | 202대 | (8) 8가지 화려한 매력으로 가왕석까지 날아갈게요! 팔색조 → 8가지 화려한 매력으로 n연승까지 날아갈게요! 팔색조                                 | 가수                 | 임정희                       | 6    |
| 410회, 411회  | 203대 | (8) 8가지 화려한 매력으로 가왕석까지 날아갈게요! 팔색조 → 8가지 화려한 매력으로 n연승까지 날아갈게요! 팔색조                                 | 가수                 | 임정희                       | 6    |
| 412회, 413회  | 204대 | (8) 매너가 가왕을 만든다! 1급 특수요원 | 가수                 | 김종서 (전 부활, 전 시나위)  | 4    |
| 414회, 415회  | 205대 | (8) 매너가 가왕을 만든다! 1급 특수요원 | 가수                 | 김종서 (전 부활, 전 시나위)  | 4    |
| 416회, 417회  | 206대 | (8) 매너가 가왕을 만든다! 1급 특수요원 | 가수                 | 김종서 (전 부활, 전 시나위)  | 4    |
| 418회, 419회  | 207대 | (8) 매너가 가왕을 만든다! 1급 특수요원 | 가수                 | 김종서 (전 부활, 전 시나위)  | 4    |
| 420회, 421회  | 208대 | (8) 제 목소리가 닿으면 무대도 황금빛으로 물들거예요! 미다스의 손                                                                             | 가수                 | DK (디셈버)                  | 4    |
| 422회, 423회  | 209대 | (8) 제 목소리가 닿으면 무대도 황금빛으로 물들거예요! 미다스의 손                                                                             | 가수                 | DK (디셈버)                  | 4    |
| 424회, 425회  | 210대 | (8) 제 목소리가 닿으면 무대도 황금빛으로 물들거예요! 미다스의 손                                                                             | 가수                 | DK (디셈버)                  | 4    |
| 426회, 427회  | 211대 | (8) 제 목소리가 닿으면 무대도 황금빛으로 물들거예요! 미다스의 손                                                                             | 가수                 | DK (디셈버)                  | 4    |
| 428회, 429회  | 212대 | (8) 향기 나는 노래로 모두의 마음을 힐링시켜 드릴게요! 인센스                                                                                 | 가수 & 뮤지컬 배우   | 산들 (B1A4)                  | 3    |
| 430회, 431회  | 213대 | (8) 향기 나는 노래로 모두의 마음을 힐링시켜 드릴게요! 인센스                                                                                 | 가수 & 뮤지컬 배우   | 산들 (B1A4)                  | 3    |
| 432회, 433회  | 214대 | (8) 향기 나는 노래로 모두의 마음을 힐링시켜 드릴게요! 인센스                                                                                 | 가수 & 뮤지컬 배우   | 산들 (B1A4)                  | 3    |
| 434회, 435회  | 215대 | (8) 울고 웃는 모든 순간이 로큰롤! 희로애락도 락이다(역대 여성 최장기 집권 가왕)                                                              | 가수                 | 윤민 (터치드)                | 9    |
| 436회, 437회  | 216대 | (8) 울고 웃는 모든 순간이 로큰롤! 희로애락도 락이다(역대 여성 최장기 집권 가왕)                                                              | 가수                 | 윤민 (터치드)                | 9    |
| 438회, 439회  | 217대 | (8) 울고 웃는 모든 순간이 로큰롤! 희로애락도 락이다(역대 여성 최장기 집권 가왕)                                                              | 가수                 | 윤민 (터치드)                | 9    |
| 440회, 441회  | 218대 | (8) 울고 웃는 모든 순간이 로큰롤! 희로애락도 락이다(역대 여성 최장기 집권 가왕)                                                              | 가수                 | 윤민 (터치드)                | 9    |
| 442회, 443회  | 219대 | (8) 울고 웃는 모든 순간이 로큰롤! 희로애락도 락이다(역대 여성 최장기 집권 가왕)                                                              | 가수                 | 윤민 (터치드)                | 9    |
| 444회, 445회  | 220대 | (8) 울고 웃는 모든 순간이 로큰롤! 희로애락도 락이다(역대 여성 최장기 집권 가왕)                                                              | 가수                 | 윤민 (터치드)                | 9    |
| 446회, 447회  | 221대 | (8) 울고 웃는 모든 순간이 로큰롤! 희로애락도 락이다(역대 여성 최장기 집권 가왕)                                                              | 가수                 | 윤민 (터치드)                | 9    |
| 448회, 449회  | 222대 | (8) 울고 웃는 모든 순간이 로큰롤! 희로애락도 락이다(역대 여성 최장기 집권 가왕)                                                              | 가수                 | 윤민 (터치드)                | 9    |
| 450회, 451회  | 223대 | (8) 울고 웃는 모든 순간이 로큰롤! 희로애락도 락이다(역대 여성 최장기 집권 가왕)                                                              | 가수                 | 윤민 (터치드)                | 9    |
| 452회, 453회  | 224대 | (8) 압도적인 가창력으로 무대를 부수러 온 노래 영웅! 헤라클레스                                                                               | 뮤지컬 배우          | 민우혁                       | 4    |
| 454회, 455회  | 225대 | (8) 압도적인 가창력으로 무대를 부수러 온 노래 영웅! 헤라클레스                                                                               | 뮤지컬 배우          | 민우혁                       | 4    |
| 456회, 457회  | 226대 | (8) 압도적인 가창력으로 무대를 부수러 온 노래 영웅! 헤라클레스                                                                               | 뮤지컬 배우          | 민우혁                       | 4    |
| 458회, 459회  | 227대 | (8) 압도적인 가창력으로 무대를 부수러 온 노래 영웅! 헤라클레스                                                                               | 뮤지컬 배우          | 민우혁                       | 4    |
| 460회, 461회  | 228대 | (8) 깊은 바닷속에 숨겨진 황금 같은 노래! 언더 더 씨                                                                                          | 가수                 | 효린 (전 씨스타)             | 5    |
| 462회, 463회  | 229대 | (8) 깊은 바닷속에 숨겨진 황금 같은 노래! 언더 더 씨                                                                                          | 가수                 | 효린 (전 씨스타)             | 5    |
| 464회, 465회  | 230대 | (8) 깊은 바닷속에 숨겨진 황금 같은 노래! 언더 더 씨                                                                                          | 가수                 | 효린 (전 씨스타)             | 5    |
| 466회, 467회  | 231대 | (8) 깊은 바닷속에 숨겨진 황금 같은 노래! 언더 더 씨                                                                                          | 가수                 | 효린 (전 씨스타)             | 5    |
| 468회, 469회  | 232대 | (8) 깊은 바닷속에 숨겨진 황금 같은 노래! 언더 더 씨                                                                                          | 가수                 | 효린 (전 씨스타)             | 5    |
| 470회, 471회  | 233대 | (7) 화려하고 아름다운 축제의 막을 올립니다! Welcome to my 카니발~!                                                                           | 가수                 | 강성희 (신촌 블루스)         | 3    |
| 472회, 473회  | 234대 | (7) 화려하고 아름다운 축제의 막을 올립니다! Welcome to my 카니발~!                                                                           | 가수                 | 강성희 (신촌 블루스)         | 3    |
| 474회, 475회  | 235대 | (7) 화려하고 아름다운 축제의 막을 올립니다! Welcome to my 카니발~!                                                                           | 가수                 | 강성희 (신촌 블루스)         | 3    |
| 476회, 477회  | 236대 | (8) 어디서 향기 나지 않아요? 내 노래는 향기를 남기고... 꽃보다 향수(역대 남성 최장기 집권 가왕)                                              | 가수                 | 정준일 (전 메이트)           | 9    |
| 478회, 479회  | 237대 | (8) 어디서 향기 나지 않아요? 내 노래는 향기를 남기고... 꽃보다 향수(역대 남성 최장기 집권 가왕)                                              | 가수                 | 정준일 (전 메이트)           | 9    |
| 480회, 481회  | 238대 | (8) 어디서 향기 나지 않아요? 내 노래는 향기를 남기고... 꽃보다 향수(역대 남성 최장기 집권 가왕)                                              | 가수                 | 정준일 (전 메이트)           | 9    |
| 482회, 483회  | 239대 | (8) 어디서 향기 나지 않아요? 내 노래는 향기를 남기고... 꽃보다 향수(역대 남성 최장기 집권 가왕)                                              | 가수                 | 정준일 (전 메이트)           | 9    |
| 484회, 485회  | 240대 | (8) 어디서 향기 나지 않아요? 내 노래는 향기를 남기고... 꽃보다 향수(역대 남성 최장기 집권 가왕)                                              | 가수                 | 정준일 (전 메이트)           | 9    |
| 486회, 487회  | 241대 | (8) 어디서 향기 나지 않아요? 내 노래는 향기를 남기고... 꽃보다 향수(역대 남성 최장기 집권 가왕)                                              | 가수                 | 정준일 (전 메이트)           | 9    |
| 488회, 489회  | 242대 | (8) 어디서 향기 나지 않아요? 내 노래는 향기를 남기고... 꽃보다 향수(역대 남성 최장기 집권 가왕)                                              | 가수                 | 정준일 (전 메이트)           | 9    |
| 490회, 491회  | 243대 | (8) 어디서 향기 나지 않아요? 내 노래는 향기를 남기고... 꽃보다 향수(역대 남성 최장기 집권 가왕)                                              | 가수                 | 정준일 (전 메이트)           | 9    |
| 492회, 493회  | 244대 | (8) 어디서 향기 나지 않아요? 내 노래는 향기를 남기고... 꽃보다 향수(역대 남성 최장기 집권 가왕)                                              | 가수                 | 정준일 (전 메이트)           | 9    |
| 494회, 495회  | 245대 | (8) 거울아, 거울아~! 이 세상에서 누가 제일 노래 잘하니~? 앤틱 거울                                                                           | 가수                 | 양파                         | 5    |
| 496회, 497회  | 246대 | (8) 거울아, 거울아~! 이 세상에서 누가 제일 노래 잘하니~? 앤틱 거울                                                                           | 가수                 | 양파                         | 5    |
| 498회, 499회  | 247대 | (8) 거울아, 거울아~! 이 세상에서 누가 제일 노래 잘하니~? 앤틱 거울                                                                           | 가수                 | 양파                         | 5    |
| 502회, 503회  | 248대 | (8) 거울아, 거울아~! 이 세상에서 누가 제일 노래 잘하니~? 앤틱 거울                                                                           | 가수                 | 양파                         | 5    |
| 504회, 505회  | 249대 | (8) 거울아, 거울아~! 이 세상에서 누가 제일 노래 잘하니~? 앤틱 거울                                                                           | 가수                 | 양파                         | 5    |
| 506회, 507회  | 250대 | (6) 어흥~ 어둠을 걷어내는 노래 한 줄기로 여러분을 지켜드릴게요! 악귀 쫓는 호랑이                                                             | ?                    | ?                            | 1    |

### 역대 생방송 가왕
| 회차   | 역대 | 닉네임                | 직종               | 정체        |
| ------ | ---- | --------------------- | ------------------ | ----------- |
| 2015년 | 1차  | (7) 감성보컬 귀뚜라미 | 가수               | 조장혁      |
| 2016년 | 2차  | (1) 심장어택 큐피드   | 가수 & 뮤지컬 배우 | 산들 (B1A4) |

### 역대 듀엣 가왕
| 회차        | 역대 | 닉네임                                                     | 직종                 | 정체                                      |
| ----------- | ---- | ---------------------------------------------------------- | -------------------- | ----------------------------------------- |
| 323회~325회 | 1대  | (8) 가왕석 앞에선 누나고 동생이고 안 봐줍니다... 형제의 난 | 가수                 | 이지영 (빅마마) / 이승우 (소울스타)       |
| 371회~373회 | 2대  | (4) 한 표도 갈라놓을 수 없었던 의리! 우리 우정 한 표 차이  | 성악가 / 뮤지컬 배우 | 박현수 (레떼아모르) / 백형훈 (흉스프레소) |

## 역대 우승자/준우승자
※ 가왕 등극자

### 역대 우승자/준우승자
| 회차          | 역대  | 우승자 | 정체                                         | 준우승자                                                                                  | 정체                                         |
| ------------- | ----- | --- | -------------------------------------------- | ----------------------------------------------------------------------------------------- | -------------------------------------------- |
| 파일럿        | 초대  | (6) 자체검열 모자이크 | 가수 솔지 (EXID)                             | (1) 깃털 달린 오렌지                                                                      | 배우 김예원                                  |
| 1회, 2회      | 1대   | (4) 황금락카 두 통 썼네?! | 가수 루나 (전 f(x))                          | (5) 꽃피는 오골계                                                                         | 가수 산들 (B1A4)                             |
| 3회, 4회      | 2대   | (1) 정확하게 반 갈렸네?! | 가수 나비 (WSG 워너비)                       | (7) 우아한 석고부인                                                                       | 가수 장혜진                                  |
| 5회, 6회      | 3대   | (5) 딸랑딸랑 종달새 | 가수 진주                                    | (2) 난 이제 지쳤어요, 땡벌~♬                                                              | 가수 육성재 (비투비)                         |
| 7회, 8회      | 4대   | (5) 화생방실 클레오파트라 | 가수 김연우                                  | (1) 고주파 쌍더듬이                                                                       | 가수 에일리                                  |
| 9회, 10회     | 5대   | (7) 마른 하늘에 날벼락?! | 가수 조장혁                                  | (1) 모기향 필 무렵                                                                        | 가수 임세준                                  |
| 11회, 12회    | 6대   | (8) 어머니는 자외선이 싫다고 하셨어~♬ | 가수 정은지 (에이핑크)                       | (2) 킬리만자로의 표범                                                                     | 가수 나윤권                                  |
| 13회, 14회    | 7대   | (8) 내 칼을 받아라! 낭만자객 | 가수 김보아 (킴보, 전 스피카)                | (1) 소녀감성 우체통                                                                       | 가수 린                                      |
| 15회, 16회    | 8대   | (7) 노래왕 퉁키 | 가수 이정 (전 7Dayz)                         | (3) 죠스가 나타났다!                                                                      | 가수 테이                                    |
| 17회, 18회    | 9대   | (6) 매운 맛을 보여주마! 고추아가씨 | 가수 여은 (전 멜로디데이)                    | (3) 마실 나온 솜사탕                                                                      | 가수 강민경 (다비치)                         |
| 19회, 20회    | 10대  | (4) 네가 가라! 하와이! | 뮤지컬 배우 홍지민                           | (7) 까마귀 날자 배 떨어진다! 오비이락                                                     | 가수 김승미 (전 서울패밀리)                  |
| 21회, 22회    | 11대  | (4) 전설의 기타맨 | 가수 첸 (EXO)                                | (5) 밤에 피는 장미                                                                        | 가수 신효범                                  |
| 23회, 24회    | 12대  | (6) 사랑은 연필로 쓰세요~♬ | 가수 소냐                                    | (3) 상남자 터프가이                                                                       | 성악가 임형주                                |
| 25회, 26회    | 13대  | (7) 소녀의 순정 코스모스 | 가수 거미                                    | (2) 십오야 밝은 둥근 달                                                                   | 가수 이석훈 (SG워너비)                       |
| 27회, 28회    | 14대  | (8) 무적의 우리 친구 태권브이 | 가수 뮤지 (UV, 슬로우 모션)                  | (1) 드렁 작은 타이거                                                                      | 가수 전봉진                                  |
| 29회, 30회    | 15대  | (7) 꼬마 마법사 아브라카다브라 | 가수 은가은                                  | (3) 니노 막시무스 카이저 쏘제 쏘냐도르 앤 스파르타                                        | 가수 이정봉                                  |
| 31회, 32회    | 16대  | (7) 상감마마 납시오 | 가수 이현 (8eight, 옴므)                     | (4) 자유로 여신상                                                                         | 가수 임다미                                  |
| 33회, 34회    | 17대  | (7) 여전사 캣츠걸 | 뮤지컬 배우 차지연                           | (3) 레인보우 로망스                                                                       | 가수 윤하                                    |
| 35회, 36회    | 18대  | (7) 남극신사 펭귄맨 | 가수 지환 (투빅)                             | (4) 고독한 사나이 레옹                                                                    | 가수 오종혁 (전 클릭비)                      |
| 37회, 38회    | 19대  | (8) 나를 따르라! 김장군 | 가수 이지훈                                  | (3) 아빠가 사온 붕어빵                                                                    | 가수 지오 (전 엠블랙)                        |
| 39회, 40회    | 20대  | (8) 천하무적 방패연 | 가수 전우성 (노을)                           | (1) 굴러온 복덩어리                                                                       | 가수 임정희                                  |
| 41회, 42회    | 21대  | (7) 파리 잡는 파리넬리 | 가수 KCM (MSG 워너비)                        | (2) 기적의 골든타임                                                                       | 가수 려욱 (슈퍼주니어)                       |
| 43회, 44회    | 22대  | (5) 우리 동네 음악대장 | 가수 하현우 (국카스텐)                       | (4) 각진 인생 네모의 꿈                                                                   | 가수 Jun.K (2PM)                             |
| 45회, 46회    | 23대  | (8) 작년에 왔던 각설이 | 가수 테이                                    | (4) 인생 모 아니면 도                                                                     | 가수 조관우                                  |
| 47회, 48회    | 24대  | (3) 감기 조심하세요~! 성냥팔이 소녀 | 가수 하니 (EXID)                             | (8) 과묵한 번개맨                                                                         | 가수 밀젠코 마티예비치 (스틸하트)            |
| 49회, 50회    | 25대  | (3) 봄처녀 제 오시네?! | 가수 효린 (전 씨스타)                        | (7) 꼭두각시 인형 피노키오~♬                                                              | 가수 박지헌 (V.O.S)                          |
| 51회, 52회    | 26대  | (6) 우주요원 넘버세븐 | 가수 김보형 (킴보, 전 스피카)                | (1) 어디서 좀 노셨군요?!                                                                  | 국악인 송소희                                |
| 53회, 54회    | 27대  | (3) 4월 13일에는 투표하세요! | 가수 한동근                                  | (7) 보헤미안 랩소디                                                                       | 가수 웅산                                    |
| 55회, 56회    | 28대  | (4) 특급열차 롤러코스터 | 가수 김명훈 (울랄라 세션)                    | (5) 믿을 수 있나요~♬ 마법의 성                                                            | 가수 예성 (슈퍼주니어)                       |
| 57회, 58회    | 29대  | (7) 신비한 원더우먼 | 가수 양파                                    | (3) 슬램덩크                                                                              | 가수 김태우 (god)                            |
| 59회, 60회    | 30대  | (8) 램프의 요정 | 가수 김경호                                  | (3) 나왔다고 전해라~♬ 백세 인생                                                           | 가수 영지 (전 버블시스터즈)                  |
| 61회, 62회    | 31대  | (8) 하면 된다! 백수 탈출! → 하면 된다! | 가수 더원 (전 스페이스 A)                    | (4) 나의 사랑! 나의 신부                                                                  | 가수 바다 (전 S.E.S.)                        |
| 63회, 64회    | 32대  | (6) 돌고래의 꿈 | 가수 서문탁                                  | (4) 캡틴 코리아                                                                           | 가수 박재정 (MSG 워너비)                     |
| 65회, 66회    | 33대  | (5) 로맨틱 흑기사 | 가수 로이킴                                  | (3) 치명적인 팜므파탈                                                                     | 가수 조현아 (어반자카파, WSG 워너비)         |
| 67회, 68회    | 34대  | (7) 니 이모를 찾아서! | 가수 최진이 (럼블피쉬)                       | (1) 장기알과 얼굴들                                                                       | 뮤지컬 배우 윤형렬                           |
| 69회, 70회    | 35대  | (7) 불광동 휘발유 | 가수 김연지 (전 씨야)                        | (4) 금 나와라, 뚝딱! 아기도깨비                                                           | 가수 도겸 (세븐틴, 부석순)                   |
| 71회, 72회    | 36대  | (8) 신명 난다! 에헤라디오~! | 가수 정동하 (전 부활)                        | (3) 소 키우는 견우                                                                        | 가수 김신의 (몽니)                           |
| 73회, 74회    | 37대  | (7) 뫼비우스의 띠 | 가수 이원석 (데이브레이크)                   | (1) 아씨가 타고 있어요! 꽃가마                                                            | 가수 박화요비                                |
| 75회, 76회    | 38대  | (7) 내가 가만히 있으니까 가마니로 보이니?!                                                                                                   | 가수 카이                                    | (4) 오늘 밤은 어둠이 무서워요~♬ 석봉이                                                    | 가수 서은광 (비투비)                         |
| 77회, 78회    | 39대  | (3) 정의의 로빈훗 | 가수 허각 (허용별)                           | (7) 여보시계! 노래나 하시계!                                                              | 가수 이재훈 (쿨)                             |
| 79회, 80회    | 40대  | (8) 주문하시겠습니까? 팝콘소녀 | 가수 알리                                    | (1) 주근깨 빼빼 마른 빨간머리 앤~♬                                                        | 뮤지컬 배우 최정원                           |
| 81회, 82회    | 41대  | (4) 파리의 연인 에펠탑 | 가수 이진성 (먼데이 키즈)                    | (7) 하늘에서 비가 내려와요! 우비소녀                                                      | 배우 박진주 (WSG 워너비)                     |
| 83회, 84회    | 42대  | (6) 만수무강 황금거북이 | 가수 김동명 (전 부활)                        | (4) 나 돌아갈래~! 오르골                                                                  | 가수 백아연                                  |
| 85회, 86회    | 43대  | (8) 뜨거운 심장 양철로봇 | 가수 신용재 (2F, 허용별, 전 포맨)            | (1) 오즈의 마법사 도로시                                                                  | 가수 모니카 (전 배드키즈)                    |
| 87회, 88회    | 44대  | (3) 역도요정 김복면 | 가수 김나영                                  | (8) 도전! 무한패션왕                                                                      | 가수 박완규 (부활)                           |
| 89회, 90회    | 45대  | (8) 하트다! 하트여왕 | 가수 박기영                                  | (3) 조율하고 가실게요! 바이올린맨                                                         | 가수 김필                                    |
| 91회, 92회    | 46대  | (7) 신비주의 아기천사 | 가수 김명훈 (울랄라 세션)                    | (3) 지방방위대 디저트맨                                                                   | 가수 정승환                                  |
| 93회, 94회    | 47대  | (8) 팥의 전사 호빵왕자 | 가수 환희 (플라이 투 더 스카이)              | (3) 용건만 간단히 여보세요~!                                                              | 가수 수란                                    |
| 95회, 96회    | 48대  | (5) 2017년, 꽃길만 걸으세요! | 가수 이혁 (전 노라조, 전 이혁밴드)           | (1) 파티여왕 배짱이                                                                       | 가수 유성은 (손이지유)                       |
| 97회, 98회    | 49대  | (8) 사슴이 꽃보다 아름다워~♬ | 가수 DK (디셈버)                             | (3) 천둥번개의 신, 토르                                                                   | 뮤지컬 배우 손준호                           |
| 99회, 100회   | 50대  | (2) 물찬 강남제비 | 가수 봉구 (길구봉구)                         | (8) 진주 귀걸이를 한 소녀                                                                 | 가수 장희영 (전 가비앤제이)                  |
| 101회, 102회  | 51대  | (7) 장화 신고 노래할고양! | 가수 이해리 (다비치)                         | (3) 발레해서 생긴 일! 발레리나                                                            | 가수 린아 (전 천상지희 더 그레이스)          |
| 103회, 104회  | 52대  | (8) 노래천재 김탁구 | 가수 구자명                                  | (3) 2017 미스코리아, 진~달래!                                                             | 가수 리사                                    |
| 105회, 106회  | 53대  | (7) 노래9단 흥부자댁 | 가수 소향                                    | (4) 양천구 목동 양치기소년                                                                | 가수 배인혁 (로맨틱펀치)                     |
| 107회, 108회  | 54대  | (7) 내 노래 들으면 나한테 바나나? | 가수 박선주                                  | (4) 고모부는 사장님! 낙하산맨                                                             | 뮤지컬 배우 민영기                           |
| 109회, 110회  | 55대  | (5) 훌라~♬ 훌라~♬ 훌라~♬ 효자가수 카네이션맨                                                                                                 | 가수 이세준 (유리상자)                       | (4) 내 이름은 김빵순!                                                                     | 가수 안신애 (전 바버렛츠)                    |
| 111회, 112회  | 56대  | (8) 짐승남 강백호 | 가수 황치열                                  | (1) 선무당이 가왕 잡는다! 무당벌레                                                        | 가수 이예준 (손이지유)                       |
| 113회, 114회  | 57대  | (7) 한 놈! 두시기! 석 삼! 너구리! | 뮤지컬 배우 박혜나                           | (4) 인터넷 서핑마니아 서핑걸                                                              | 가수 길미 (전 클로버)                        |
| 115회, 116회  | 58대  | (8) 목소리 블루오션 마린보이 | 가수 존 박                                   | (4) 내 노래로 Heal The World! 블랙잭슨                                                    | 가수 산체스 (전 팬텀)                        |
| 117회, 118회  | 59대  | (8) 맛있으면 0칼로리 MC 햄버거 | 가수 김조한 (솔리드, 슬로우 모션)            | (3) 아싸라비아~! 콜롬비아~! 아싸 가오리~!                                                 | 가수 김화수 (티삼스)                         |
| 119회, 120회  | 60대  | (7) 바다의 귀염둥이 아기해마 | 가수 케이윌                                  | (2) 시금치 먹고 파워업! 뽀빠이                                                            | 배우 주종혁 (전 파란)                        |
| 121회, 122회  | 61대  | (7) 참 잘했어요! 바른 생활 소녀 영희 | 가수 옥주현 (전 핑클)                        | (1) 과즙미 뿜! 뿜! 과일빙수                                                               | 변호사 이소은                                |
| 123회, 124회  | 62대  | (2) 노래 안 하면 입에 가시 돋나? 마돈나 | 가수 김연자                                  | (7) 워터파크 우수고객 플라밍고                                                            | 가수 전인혁 (전인혁밴드, 전 야다, 전 플라워) |
| 125회, 126회  | 63대  | (8) 감성충만 중2병 청개구리 왕자 | 가수 권정열 (10cm)                           | (1) 보컬전쟁의 여신, 아테나                                                               | 가수 적우                                    |
| 127회, 128회  | 64대  | (5) 지금 몇 시? 몹시 좋은 기분! 괘종시계 | 가수 고영배 (소란)                           | (3) 이건 젖살이에요. 복어아가씨                                                           | 가수 주희 (8eight)                           |
| 129회, 130회  | 65대  | (1) 입술 위에 츄~♬ 내 노래에 츄~♬ 레드마우스                                                                                                 | 가수 선우정아                                | (7) 내 안에 고소영 있다. 녹색어머니회                                                     | 가수 이지영 (빅마마)                         |
| 131회, 132회  | 66대  | (7) 잘 자요^^. 꿈의 요정 드림캐처 | 가수 벤 (전 베베미뇽)                        | (3) 널 깨물어주고 싶어! 초록악어                                                          | 가수 박광선 (전 울랄라 세션)                 |
| 133회, 134회  | 67대  | (2) 달릴까~? 말까~? 폭주썰매 | 성악가 곽동현 (전 인기현상)                  | (7) 신부수업 빠지고 왔어요. 유령신부                                                      | 가수 신연아 (빅마마)                         |
| 135회, 136회  | 68대  | (8) 나만 잘 되게 해주세요! 운수대통 | 가수 임도혁                                  | (4) 선녀 옷 훔친 사람 나야 나~♬ 나무꾼                                                    | 가수 승관 (세븐틴, 부석순)                   |
| 137회, 138회  | 69대  | (4) 여러분의 성화에 힘입어 출연한 성화맨 | 가수 김민석 (멜로망스)                       | (7) 사람이 한 게 아니무니다! 미스터리 서클                                                | 가수 조권 (2AM)                              |
| 139회, 140회  | 70대  | (7) 걸어서 세계 속으로 집시여인 | 가수 아이비                                  | (4) 날아오르라~♬ 주작이여~♬                                                               | 성악가 유슬기 (듀에토, 전 인기현상)          |
| 141회, 142회  | 71대  | (7) 성대천하 유아독존 동방불패 | 가수 손승연 (손이지유)                       | (4) 학다리 잡고 삐약삐약~♬ 학가이                                                         | 가수 후이 (펜타곤)                           |
| 143회, 144회  | 72대  | (8) 날 치고 가라. 드럼맨 | 가수 이창민 (2AM, 옴므)                      | (4) 흔들리지 않는 편안한 성대! 매트릭스                                                   | 가수 나인 (디어 클라우드)                    |
| 145회, 146회  | 73대  | (7) 노래하는 상암동 엠마 스톤! 라라랜드 | 성우 박지윤                                  | (4) 안테나요~♬ 나를 사랑하면~♬ 안테나                                                     | 가수 준다이 (레이지본)                       |
| 147회, 148회  | 74대  | (6) 오른손으로 누르고~♬ 왼손으로 누르고~♬ 게임보이                                                                                           | 가수 유회승 (엔플라잉)                       | (3) 가왕석으로 올라가리비!                                                                | 가수 제아 (브라운 아이드 걸스)               |
| 149회, 150회  | 75대  | (8) 김경호 정경호보다 내 경호가 짱! 근위병                                                                                                   | 가수 김재환 (전 워너원)                      | (1) 이래봬도 진품명품! 비싼무늬토기                                                       | 가수 베이빌론                                |
| 151회, 152회  | 76대  | (7) 나와라, 가제트 만능 목소리! 가제트 형사                                                                                                  | 가수 김창열 (DJ DOC)                         | (4) 인도 인도 인도 사이다~♬ 보컬 타지마할                                                 | 가수 하이디 (전 소나무)                      |
| 153회, 154회  | 77대  | (2) 나라는 명작 피카소 | 가수 지세희 (손이지유)                       | (8) 김삿갓! 김삿갓! 김! 김! 삿갓! 삿갓! 베트남소녀                                        | 가수 민서                                    |
| 155회, 156회  | 78대  | (7) 허를 찌르는 강렬한 보이스! 검투사 | 가수 서은광 (비투비)                         | (2) 다들 좀 담가볼까? 노천탕                                                              | 뮤지컬 배우 고은성 (흉스프레소)              |
| 157회, 158회  | 79대  | (8) 어때요, 노래 참 쉽죠? 밥 로스 | 가수 한동근                                  | (3) 작작 귀여우라 그랬어, 안 그랬어? 레서판다                                             | 가수 하성운 (전 워너원, 전 핫샷)             |
| 159회, 160회  | 80대  | (7) 사노라면~♬ 언젠가는~♬ 산호소녀 | 가수 김수연 (전 버블시스터즈)                | (4) 축구? 노래? 난 둘 다! 데이비드베컴                                                    | 가수 백호 (전 뉴이스트)                      |
| 161회, 162회  | 81대  | (7) 날 뽑아야지, 달리 방법이 있나? 살바도르 달리                                                                                             | 가수 남우현 (인피니트)                       | (2) 이번 기회 놓치면 4년 뒤야! 월드컵축구공                                               | 가수 이상곤 (노을)                           |
| 163회, 164회  | 82대  | (7) 나한테 걸리면 마이 아파~! 동막골소녀 | 가수 솔지 (EXID)                             | (4) 소매는 안 돼! 통 큰 도매남! 커피자루                                                  | 가수 육중완 (육중완밴드, 전 장미여관)        |
| 165회, 166회  | 83대  | (7) 난 있잖아~♬ 노래가 세상에서 제일 좋아~♬ 하니                                                                                             | 가수 선예 (전 원더걸스)                      | (3) 내가 제일 잘 나가~♬ 시속 110km 치타                                                   | 국악인 박애리                                |
| 167회, 168회  | 84대  | (3) 푸른 바다의 전설! 세이렌 | 가수 박기영                                  | (8) 너는 슛슛슛~♬ 나는 훗훗훗~♬ 양궁                                                      | 가수 이현섭 (넥스트 유나이티드)              |
| 169회, 170회  | 85대  | (7) 요즘엔 내가 대세! 열대새 | 가수 린                                      | (3) 미스터 문샤인 포청천                                                                  | 성악가 폴 포츠                               |
| 171회, 172회  | 86대  | (7) 춤 추고 노래해~♬ 한 마리 새처럼~♬ 블랙스완                                                                                               | 가수 문명진                                  | (4) 흥탄소년단! 사물놀이소년                                                              | 뮤지컬 배우 강홍석                           |
| 173회, 174회  | 87대  | (7) 액자 속 사진 속의 그 왕밤빵X4 | 가수 뮤지 (UV, 슬로우 모션)                  | (4) 내 노래는 실수할 수 없습니다. 미실                                                    | 뮤지컬 배우 정영주                           |
| 175회, 176회  | 88대  | (2) 좋은 건 크게 듣는 거야! 축음기 | 가수 천단비                                  | (8) 거품 없는 목소리! 버블버블                                                            | 가수 라디                                    |
| 177회, 178회  | 89대  | (8) 가왕처럼 너에게 가겠다! 도깨비 | 가수 이혁 (전 노라조, 전 이혁밴드)           | (2) 이제 나에게 양보 해시계!                                                              | 가수 지영 (버블시스터즈)                     |
| 179회, 180회  | 90대  | (7) 안녕? 난 건이라고 해~! 독수리 건 | 가수 이현 (8eight, 옴므)                     | (1) 쾌지나 단청 나네~♬                                                                    | 뮤지컬 배우 이소정                           |
| 181회, 182회  | 91대  | (5) 믿어요~♬ 첫눈에 반한다는 말을 믿어요~♬ 첫눈                                                                                              | 가수 안다은 (디에이드, 전 어쿠스틱 콜라보)   | (2) 저... 이번에 내려요... 런던버스                                                       | 가수 나비 (WSG 워너비)                       |
| 183회, 184회  | 92대  | (7) 법 위에 마법! 마법소녀 | 가수 리사                                    | (4) 생강이 있어, 없어? 진저맨                                                             | 가수 최정훈 (잔나비)                         |
| 185회, 186회  | 93대  | (5) 한 가마니 비는 것 같은데...? 의좋은 형제                                                                                                 | 가수 이태권                                  | (4) 나 지금 날고 있니...? 풍등                                                            | 가수 신승희 (테이크)                         |
| 187회, 188회  | 94대  | (4) 코드네임 불난 위도우 | 가수 장은아 (W & JAS)                        | (8) 지옥에서 온 메탈보이                                                                  | 가수 켄 (빅스)                               |
| 189회 ~ 191회 | 95대  | (6) 뽀뽀뽀 친구 클림트 | 가수 해나 (전 마틸다, 전 키스 앤 크라이)     | (2) 위도 아래도 보지마~♬ 앞에만 봐~♬ 파바로티                                             | 가수 박현규 (전 브로맨스)                    |
| 191회 ~ 193회 | 96대  | (7) 난 멈추지 않는다! 플레이가이 | 가수 김용진                                  | (3) 물은 셀프! 물병자리                                                                   | 가수 권진아 (WSG 워너비)                     |
| 193회, 194회  | 97대  | (7) 득음을 발명해보았네! 장영실 | 가수 려욱 (슈퍼주니어)                       | (3) 내일이야... 개강                                                                      | 가수 진실 (매드 솔 차일드)                   |
| 195회, 196회  | 98대  | (7) 어디 한 번 걸리기만 해봐! 걸리버 | 가수 이원석 (데이브레이크)                   | (2) 지금까지 이런 맛은 없었다. 이것은 소시지인가, 떡인가? 소떡소떡                        | 가수 김주나                                  |
| 197회, 198회  | 99대  | (7) 손님, 이건 드라이에요~! 이라이자 | 가수 김세정 (전 아이오아이, 전 구구단)       | (3) 안 뽑으면 끝까지 쫓아간다! 추노                                                       | 가수 알렉스 (전 클래지콰이 프로젝트)         |
| 199회, 200회  | 100대 | (8) 우왕~! 왕~왕~왕~왕~! 우왕 | 가수 홍경민                                  | (3) 나도 자연인이다! 벌거벗은 임금님                                                      | 가수 유승우                                  |
| 201회, 202회  | 101대 | (7) 요것 봐라~? 체 게바라 | 가수 바비킴 (전 부가킹즈)                    | (4) 이 배, 니스 가나요? 베니스                                                            | 뮤지컬 배우 윤형렬                           |
| 203회, 204회  | 102대 | (8) 끼 부리는 피리 부는 소년 | 가수 카더가든                                | (1) 기분 꽃 같네?! 연등                                                                   | 가수 최해든                                  |
| 205회, 206회  | 103대 | (7) 오늘 당직 나이팅게일 | 가수 이보람 (WSG 워너비, 전 씨야)            | (4) 핵인싸 스팟 양평 두물머리                                                             | 가수 박재정 (MSG 워너비)                     |
| 207회, 208회  | 104대 | (7) 영계백숙! 오오오오~♬ | 가수 JK김동욱                                | (1) 샹젤리제 거리의 샹들리에                                                              | 가수 송가인                                  |
| 209회, 210회  | 105대 | (3) 가왕석 주인공은 나야 나~♬ 회식날 김대리                                                                                                  | 가수 도영 (NCT)                              | (5) 가왕석에... 떴~다! 떴~다! 종이비행기                                                  | 래퍼 행주 (리듬파워)                         |
| 211회, 212회  | 106대 | (5) 가왕 나한테 지니? 노래요정 지니 | 가수 규현 (슈퍼주니어)                       | (4) 내 귀에 허니~♬ 꿀보이스                                                               | 가수 로시                                    |
| 213회, 214회  | 107대 | (5) 절대 무너지지 않는다! 이거 방탄모래성이야!                                                                                               | 가수 NC.A (전 유니티)                        | (3) 사장님~! 여기 감성 가득이요~! 감성충전 주유소                                         | 가수 현진영                                  |
| 215회, 216회  | 108대 | (8) 우가우가! 나 찍어라! 내 이름은 가왕트랄로피테쿠스!                                                                                       | 가수 덕인 (장덕철)                           | (3) 오늘 가왕으로 데뷔합니다! 픽미 픽미 픽미 업~♬ 아이돌                                  | 가수 태진아                                  |
| 217회, 218회  | 109대 | (7) 부를까~? 말까~? 가왕석 영구집권! 영구 | 가수 권인하                                  | (4) 항아리에서 가왕석으로! 우렁각시                                                       | 가수 백아연                                  |
| 219회, 220회  | 110대 | (7) 노래 잘하는 1등 신랑감! 김서방 | 가수 최성수                                  | (2) 골라~! 골라~! 노래 종합선물세트! 모둠전                                               | 가수 진해성                                  |
| 221회, 222회  | 111대 | (7) 나의 살던 고향은 만화방?! 만찢남 | 가수 이석훈 (SG워너비)                       | (1) 목도리 놉! 목소리로 가왕 어택! 목도리도마뱀                                           | 가수 신지 (코요태)                           |
| 223회, 224회  | 112대 | (3) 가왕도 피해 갈 수 없는 월요병 | 가수 노지훈                                  | (7) 빵빵한 서라운드 가창력! 건빵                                                          | 가수 전유나                                  |
| 225회, 226회  | 113대 | (8) 빗자루 타고 가왕석으로! 초록마녀 | 가수 웬디 (레드벨벳)                         | (3) 이렇게 하면 가왕 자리 가질 수 있을 거라 생각했어... 가지                              | 래퍼 최자 (다이나믹 듀오)                    |
| 227회, 228회  | 114대 | (8) 불량하지 않아요. 성실하게 노래할게요. 쫀드기                                                                                             | 가수 닐로                                    | (2) 내가 가왕이라고? 어머나~♬ 다시 한번 말려봐~♬ 노가리                                   | 가수 숙행                                    |
| 229회, 230회  | 115대 | (8) 준비하시고~! 가왕석으로 쏘세요! 큐피드                                                                                                   | 가수 김경록 (V.O.S)                          | (3) 가왕 브로... 이제 그만 내려오지... 브로콜리                                           | 가수 에릭남                                  |
| 231회, 232회  | 116대 | (7) 놀면 뭐하니? 가왕 한 번 해야지~! 쏭포유 유산슬                                                                                           | 가수 이승우 (소울스타)                       | (4) 밤! 밤! 바라밤! 밤! 가왕, 발라버려! 군밤                                              | 가수 이민규 (미스터 투)                      |
| 233회, 234회  | 117대 | (7) 나~♬ 나나나~♬ 난나 나나낭랑~♬ 나는 낭랑 18세!                                                                                            | 가수 소찬휘                                  | (4) 브로드웨이에서 온 캣츠맨                                                              | 성악가 손태진 (포르테 디 콰트로)             |
| 235회, 236회  | 118대 | (4) 아뵤~! 가왕 덤뵤! 아뵤~! 브루스 리 | 가수 최아인 (전 M To M)                      | (8) 어서 와~! 2020년은 처음이지? 2020 지금 감!                                            | 가수 박봄 (전 2NE1)                          |
| 237회, 238회  | 119대 | (5) "심 봤다~!"로 득음 완료! 입증된 가창력! 심마니                                                                                           | 가수 지후 (아이즈)                           | (4)복면가왕에 새 역사를 써주마! 유서 깊은 목소리! 탑골공원                                | 가수 김영민 (전 태사자)                      |
| 239회, 240회  | 120대 | (7) 엄~! 내 노래 딜리셔스~! 인 뉴욕~! 아메리칸 핫도그                                                                                        | 가수 정미애                                  | (1) 가왕님, 18세? 내 노래 듣고 어른 되세요! 떡국                                          | 가수 손호영 (god)                            |
| 241회, 242회  | 121대 | (3) 가왕, 5연승? 풀 뜯어 먹는 소리 하고 있네! 브라키오사우루스                                                                               | 가수 다영 (우주소녀)                         | (7) 누구도 날 정의할 수 없어! 음악반항아 X세대                                            | 가수 김희철 (슈퍼주니어)                     |
| 243회, 244회  | 122대 | (8) 발로 불러도 가왕! 가왕본색 주윤발 | 가수 강승윤 (위너)                           | (3) 가왕석은 내가 그린 큰 그림! 내가 그린 기린 그림                                       | 가수 임강성                                  |
| 245회, 246회  | 123대 | (4) 가왕석으로 들이대! 막 들이대! 호랑나비                                                                                                   | 가수 I'll (호피폴라)                         | (5) 오늘 가왕석까지 교통상황 원활합니다! 강변북로                                         | 가수 홍서범                                  |
| 247회, 248회  | 124대 | (7) 반만 나를 믿어 봐~♬ 반만 나를 이겨 봐~♬ 반달 프린스                                                                                      | 뮤지컬 배우 마이클 리                        | (3) 빠밤빰~♬ 빠밤빰~♬ 오늘의 챔피언! 록키                                                 | 가수 하현곤 (전 클릭비)                      |
| 249회, 250회  | 125대 | (7) 햄스터 선배님, 무대를 갉아놓으셨다! | 가수 랑쑈 (버블시스터즈)                     | (3) 왜들 그리 다운 돼 있어? 가왕석까지 소리 질러~! 불타는 금요일                          | 가수 김우석 (전 업텐션, 전 X1)               |
| 251회, 252회  | 126대 | (5) 고민 고민하지 마~♬ 가왕석까지 고민 없이 Go! 짬짜면                                                                                       | 가수 지원이                                  | (1) 쾌지나 칭칭 나네~♬ 미녀 아니죠! 민요                                                  | 배우 하도권                                  |
| 253회, 254회  | 127대 | (6) 귓가에 사르르 녹는 1등급 명품 음색! 한우1++                                                                                              | 가수 김호중                                  | (4) 내 노래 들으면 완전 귀 이득! 보너스                                                   | 가수 양혜승                                  |
| 255회, 256회  | 128대 | (6) 주윤발, 너 이제 가왕석 방 빼! 방패 → 천하무적 절대 방패                                                                                  | 뮤지컬 배우 최재림                           | (4) 왜 너는 나를 만나서~♬ 오늘 가왕 못 되면 점 찍고 다시 돌아온다! 아내의 유혹            | 가수 조유리 (전 아이즈원)                    |
| 257회, 258회  | 129대 | (4) 난 괜찮아~♬ 가왕 되면 다 괜찮아~♬ 진주                                                                                                   | 가수 HYNN (WSG 워너비)                       | (8) 난 말야... 깨물어 주고 싶은 상큼 보이스! 매실                                         | 가수 김범룡                                  |
| 259회, 260회  | 130대 | (7) 내 노래는 우아~우아~우아~해! 절대 시들지 않는 가창력! 장미여사                                                                           | 가수 김연자                                  | (3) 가왕이 되기 위해 29년을 숙성했다! 와인                                                | 가수 소유미                                  |
| 261회, 262회  | 131대 | (7) 오징어는 못생겼다는 편견을 버려! 잘생긴 목소리! 오징어                                                                                   | 가수 김정민 (MSG 워너비)                     | (4) 충성! 가왕석에 말뚝 박겠습니다! 말년병장                                              | 배우 양동근                                  |
| 263회, 264회  | 132대 | (8) 내 무대 보면 이 말이 절로 나올 걸? 지화자!                                                                                               | 배우 김선경                                  | (3) D.I.S.C.O. 디스코왕                                                                   | 래퍼 엑시 (우주소녀)                         |
| 265회, 266회  | 133대 | (4) 내가 가왕 안 되면 귀신이 곡할 노릇! 귀신의 집                                                                                            | 가수 KCM (MSG 워너비)                        | (7) 가왕석에 빨간 휴지 줄까~? 파란 휴지 줄까~? 난 빠빠빨간 휴지!                          | 가수 한혜진                                  |
| 267회, 268회  | 134대 | (6) 당다라당당당당당~♬ 당다라당당당당당~♬ 가왕석을 향해 일 발 장전! 보이스킬러                                                               | 뮤지컬 배우 민우혁                           | (3) 거기 너... 내 노래가 들리니...? 처녀귀신                                              | 래퍼 치타                                    |
| 269회, 270회  | 135대 | (6) 장미여사님... 뭐... 잘했어요! 저는 참! 잘했어요!                                                                                         | 가수 유성은 (손이지유)                       | (2) 가왕님, 내 노래 씹고 뜯고 맛보고 즐기세요! 뼈대 있는 가창력! 수원왕갈비               | 가수 김양                                    |
| 271회, 272회  | 136대 | (7) 장미여사님, 숨어도 소용없어요~! 제가 다 찾아냅니다! 숨은 그림 찾기 → 숨어도 소용없어요~! 제가 다 찾아냅니다! 숨은 그림 찾기              | 가수 김정은 (전 마로니에)                    | (4) 나 안 뽑으면 미워할 거야~! 금지된 사랑                                                | 가수 안성훈                                  |
| 273회, 274회  | 137대 | (7) 얌전한 고양이가 가왕석에 먼저 올라간다! 부뚜막 고양이                                                                                    | 가수 양요섭 (비스트, 하이라이트)             | (2) 가왕석에 폭죽, 팡팡! 파라팡팡! 팡팡팡! 불꽃놀이                                       | 가수 리키 (틴탑)                             |
| 275회, 276회  | 138대 | (4) 내가 오늘 가왕 될 각시탈! | 가수 Kei (러블리즈, EL7Z UP)                 | (8) 어이 있는 내 노래 실력! 맷돌                                                          | 가수 홍잠언                                  |
| 277회, 278회  | 139대 | (7) 반지 대신 황금가면 가질래요! 마이 프레셔스~! 반지원정대                                                                                  | 가수 안예은                                  | (3) 모래판 대신 무대 뒤집으러 왔다! 씨름 한 판                                            | 가수 이대원                                  |
| 279회, 280회  | 140대 | (2) 민초단은 다 나 뽑을 거지?! 민트초코 | 가수 하은 (포맨)                             | (5) 깜찍한 외모에 그렇지 못 한 무서운 가창력! 뱁새                                        | 가수 민혁 (몬스타엑스)                       |
| 281회, 282회  | 141대 | (8) 주문을 외워보자~♬ 야발라바히기야 모하이모하이루라~♬                                                                                      | 래퍼 페노메코                                | (3) 가왕석에서 스텝 좀 밟아볼까? 탱고                                                     | 가수 주다인 (전 주주클럽)                    |
| 283회, 284회  | 142대 | (1) 오선지에 가왕의 꿈을 펼쳐볼게요~! 음표                                                                                                   | 가수 데니스 (전 시크릿넘버)                  | (7) 개떡같이 불어도 찰떡까지 가왕석까지 합격! 찹쌀~떡!                                    | 래퍼 무웅 (배치기)                           |
| 285회, 286회  | 143대 | (8) 너와 함께라면 지옥도 천국이야... 커플지옥                                                                                                | 가수 타루                                    | (3) 나한테 빠지면 답도 없다! 맨홀                                                         | 가수 서사무엘                                |
| 287회, 288회  | 144대 | (2) 운수대통의 기운 팍팍! 넣어드릴게요! 2021 힘내소!                                                                                         | 성악가 정민성 (라포엠)                       | (7) 자축인묘진사오미신유술해! 고양이는 없네... 십이지신                                   | 가수 박남정                                  |
| 289회, 290회  | 145대 | (7) 한 번 열리면 정신 못 차릴 걸? 보물상자                                                                                                   | 가수 이영현 (빅마마)                         | (1) 본능이 이끄는 대로 노래한다! 자연인                                                   | 가수 유승범                                  |
| 291회, 292회  | 146대 | (1) 가왕님은 내일부터 집콕! → 집콕 | 가수 박시환                                  | (5) 오늘 가왕 얼려버리겠음. 얼음                                                          | 가수 박선우 (미스터 투)                      |
| 293회, 294회  | 147대 | (7) 삐빅! 가왕감입니다! 바코드 | 가수 이주혁 (기프트, 전 루시)                | (4) 백 냥을 줘도 안 바꿀 목소리! 엽전                                                     | 가수 김신의 (몽니)                           |
| 295회, 296회  | 148대 | (8) 요즘 누가 눈사람 만들고 놀아? 대세는 눈오리!                                                                                             | 가수 나윤권                                  | (3) 내 노래 실력은 저 꼭대기라고~! 펜트하우스                                             | 가수 태일 (블락비)                           |
| 297회, 298회  | 149대 | (3) 쑥떡쑥떡... 내가 오늘 가왕 된대... 쑥 | 가수 김보아 (킴보, 전 스피카)                | (5) 가왕님 공연 문 닫습니다... 지금부터 내 공연시대! 음악회                               | 가수 박상민                                  |
| 299회, 300회  | 150대 | (3) 아기염소 여럿이 가왕석 뜯고 놀아요~♬ 해처럼 밝은 얼굴로~♬ 아기염소                                                                       | 뮤지컬 배우 정선아                           | (8) 내 노래 들으면 우리 사귀는 거다. 오늘부터 1일                                         | 가수 김현정                                  |
| 301회, 302회  | 151대 | (7) 엄마는 먼저 가! 나는 가왕석에서 살 거야! 미운 6살                                                                                        | 가수 박선주                                  | (3) 가왕님! 지겨운가요~♬ 힘든가요~♬ 힘들면 내려오세요~♬ 윤상                              | 가수 고유진 (플라워)                         |
| 303회, 304회  | 152대 | (3) 가왕님 집.에.서 복면가왕 보면서 피맥 어떠세요? 피맥                                                                                      | 가수 이정권                                  | (5) 우리는 모두 누군가의 가왕감이었다... 첫사랑                                           | 가수 우연이                                  |
| 305회, 306회  | 153대 | (7) 탄생석 받고 가왕석으로! 5월의 에메랄드                                                                                                   | 가수 유미                                    | (1) 오늘은 체중계 말고 가왕석 올라간다! 다이어트                                          | 가수 강승희 (윙크)                           |
| 307회, 308회  | 154대 | (8) 따봉을 부르는 목소리! 따봉 | 가수 전인혁 (전인혁밴드, 전 야다, 전 플라워) | (1) 가왕석을 완성시킬 마지막 한 조각! 퍼즐                                                | 가수 김은영 (전 써니힐)                      |
| 309회, 310회  | 155대 | (7) 에메랄드는 단발성 가왕! 나는 장기 가왕! 단발머리 소녀                                                                                    | 가수 이은하                                  | (1) 저는 노래할 때가 가장 행복해요! 행복은 성적순이 아니잖아요!                           | 가수 장현철                                  |
| 311회, 312회  | 156대 | (7) 가왕~♬ 가왕~♬ 가왕~♬ 내 가왕이야~♬ 소리꾼                                                                                                | 가수 박민혜 (빅마마)                         | (1) 에메랄드가 가왕이라고? 이게 무슨 시츄에이션?! 시츄                                    | 가수 쏠 (WSG 워너비)                         |
| 313회, 314회  | 157대 | (7) 내가 오늘 가왕 할 '수밖'에! 화채 | 가수 정인                                    | (3) 판정단은 이 시간 이후 내 생각만 합니다! 태양의 후예                                   | 가수 이지훈                                  |
| 315회, 316회  | 158대 | (7) 자! 이제 다들 내 노래 듣고 멍~해질 시간! 불멍                                                                                            | 가수 요아리                                  | (3) 가왕석까지 돌아 돌아왔지! 도라지                                                      | 가수 리즈                                    |
| 317회, 318회  | 159대 | (8) 투표 안 하고 뭐 해, 이 바보야! 비대면 남친                                                                                               | 성악가 배두훈 (포레스텔라)                   | (1) 가왕님은 오늘 나한테 21대 0! 악몽                                                     | 가수 양지은                                  |
| 319회, 320회  | 160대 | (7) 비대면 남친은 집에 가서 빈대떡이나 부쳐 드세요! 빈대떡 신사 → 모두 집에 가서 빈대떡이나 부쳐 드세요! 가왕석은 제가 지킵니다! 빈대떡 신사 | 가수 쟈니리                                  | (4) 판정단들, 나 두고 고무신 거꾸로 신지 마! 고무신                                       | 가수 성민 (전 슈퍼주니어)                    |
| 321회, 322회  | 161대 | (3) 빈대떡 신사님, 하이~! 이제 가왕석과 바이~! 하세요~! 하이힐                                                                               | 가수 서인영 (전 쥬얼리)                      | (8) 밤을 지배하는 목소리! 굿나잇                                                          | 가수 박완규 (부활)                           |
| 325회, 326회  | 162대 | (8) 어흥! 천하를 호령하는 목소리! 천둥호랑이                                                                                                 | 가수 김용준 (SG워너비)                       | (4) 판정단 분들의 마음에 우뚝 솟겠습니다! 우장산                                          | 작곡가 박현우                                |
| 327회, 328회  | 163대 | (7) 복면가왕에서 재주 부리고 가왕석 올라갈게요! 곰발바닥 → 복면가왕에서 재주 부리고 가왕석 지킬게요! 곰발바닥                                | 가수 이예준 (손이지유)                       | (2) 백 번 싸워도 백 번 이기는 노래 실력! 백전무패                                         | 성악가 김주택 (미라클라스)                   |
| 329회, 330회  | 164대 | (4) 내 노래에 모두 홀릴 걸요? 해피 핼러윈 | 가수 원미연                                  | (8) 주인공은 항상 마지막에 등장하는 법! 엔딩요정                                          | 가수 김재환 (전 워너원)                      |
| 331회, 332회  | 165대 | (1) 할부 없는 화끈한 가창력! 일시불 | 가수 린지 (전 피에스타)                      | (8) 제 노래 한 방으로 가왕석까지 홀인원! 사장님, 나이스 샷!                               | 가수 춘자                                    |
| 333회, 334회  | 166대 | (8) 장롱 속에 꽁꽁 숨겨온 노래 실력, 제대로 보여드리겠습니다! 장롱면허                                                                       | 가수 최진이 (럼블피쉬)                       | (4) 내 노래로 마음까지 데워드릴게요~! 어묵탕                                              | 가수 임형순 (다섯 손가락)                    |
| 335회, 336회  | 167대 | (7) 눈처럼 깨끗한 명품 가창력! 겨울아이 | 가수 이무진                                  | (4) 밤낮없이 즐겨찾게 되는 내 목소리! 즐겨찾기                                            | 가수 주병선                                  |
| 337회, 338회  | 168대 | (4) 아범아~♬ 가왕석 부탁하노라~♬ 아범 | 가수 김장수 (높은음자리)                     | (8) 여러분~! 모두 부자 되세요~! 저는 가왕 될게요! 모두 부자 되세요~!                      | 가수 김혜연                                  |
| 339회, 340회  | 169대 | (6) 앵콜! 앵콜! 외치게 하는 내 목소리! 커튼콜                                                                                                | 가수 히키                                    | (1) 가왕석을 향해 빵야! 빵야! 국화빵                                                      | 가수 강주원 (전 피노키오)                    |
| 341회, 342회  | 170대 | (8) 아빠가 황금가면 벌어올게~! 아빠는 월급쟁이                                                                                               | 성악가 박현수 (레떼아모르)                   | (1) 겨울아이... 누구냐, 넌? 오늘 너의 가면을 벗겨주지! 올드보이                           | 가수 이재성                                  |
| 343회, 344회  | 171대 | (7) 작지만 강한 외유내강 보이스! 작은 아씨들                                                                                                 | 가수 벤 (전 베베미뇽)                        | (1) 노래 고수의 풍미를 느껴보세요~! 쌀국수                                                | 가수 김소연                                  |
| 345회, 346회  | 172대 | (3) 죽기 전에 가왕 한 번은 해봐야 하지 않겠어요? 버킷리스트                                                                                  | 가수 정유경 (전 루머스)                      | (7) BGM으로 설정하고 싶은 감성 보이스! 도토리                                             | 가수 강준우 (육중완밴드, 전 장미여관)        |
| 347회, 348회  | 173대 | (7) 보낼 수 없는 목소리! 어떡해, 벌써 12시~♬                                                                                                 | 가수 이미쉘                                  | (4) 제 노래에 풍미를 가득 담았습니다~! 피낭시에                                           | 가수 양하영                                  |
| 349회, 350회  | 174대 | (3) 새로운 가왕 탄생을 위하여~! 샴페인 | 뮤지컬 배우 윤공주                           | (6) 제 노래 들을 수 있는 기회는 딱 오늘 하루랍니다! 하루살이                              | 가수 김유하                                  |
| 351회, 352회  | 175대 | (8) 세상에 노래 못하는 개는 없다! 누렁이 | 가수 정홍일                                  | (3) 감 잡았어! 오늘 가왕은 바로 나! 1%의 영감                                             | 가수 윤항기                                  |
| 353회, 354회  | 176대 | (7) 너의 한 표만이~♬ 이 세상에서~♬ 살아가는 이유였는데~♬ 별은 내 가슴에                                                                      | 가수 김승진                                  | (2) 꼬치꼬치 캐물어도 이번엔 내가 가왕이닭! 닭꼬치                                        | 가수 신민철 (티맥스)                         |
| 355회, 356회  | 177대 | (8) 되고파~♬ 너의 오빠~♬ 판정단 마음을 훔칠 상남자! 오라방                                                                                   | 래퍼 미스터붐박스                            | (3) 주윤발보다 노래 잘 부를 자신 있따이야~! 스물다섯 스물하나                             | 가수 이준영 (전 유키스, 전 유앤비)           |
| 357회, 358회  | 178대 | (8) 초콜릿만큼 달콤한 목소리! 노래공장 찰리                                                                                                  | 가수 조항조                                  | (3) 제 노래 들으면 썸 타고 싶어질걸요? 썸 탈 거야~♡                                       | 가수 신현희 (전 신현희와 김루트)             |
| 359회, 360회  | 179대 | (8) 노래로 누렁이 K.O.시킬 자신 있닭! 쌈닭                                                                                                   | 성악가 이벼리 (포르테 디 콰트로)             | (1) 찰칵! 가왕석에서 기념 사진 찍을게요~! 브이                                            | 가수 박영미                                  |
| 361회, 362회  | 180대 | (8) 아름답고 신비한 목소리! 불가사리 | 가수 적우                                    | (1) 제 노래 들으면 좋아서 몸이 배배 꼬일 걸요? 옛날 꽈배기                                | 가수 수안 (퍼플키스)                         |
| 363회, 364회  | 181대 | (8) 다시 어둠이 내리면~ 가왕석은 내 거야! 인디언 인형                                                                                        | 가수 김예지 (카디)                           | (4) 저 노래 '대게' 잘하는데 들어보실래요? 닭 쫒던 대게                                    | 성악가 유채훈 (라포엠)                       |
| 365회, 366회  | 182대 | (8) 제가 가왕 될게 YO! 디제이 뽕 디스 파티~!                                                                                                 | 가수 하성운 (전 워너원, 전 핫샷)             | (3) 머리만큼 올라간 노래 자신감! 쑥대머리                                                 | 가수 홍자                                    |
| 367회, 368회  | 183대 | (3) I feel so Cool~♬ Cool~♬ Cool~♬ 쿨가이 | 가수 이솔로몬                                | (8) 득표는 나인티나인! 그래서 새 가왕은? 나인틴 나인티나인~!                              | 래퍼 지구인 (리듬파워)                       |
| 369회, 370회  | 184대 | (7) 내가 가왕 될 거 같지? 당연하지! X맨 | 가수 영지 (전 버블시스터즈)                  | (4) 내 노래에 한'계란' 없다! 계란찜                                                       | 가수 최예근                                  |
| 373회~375회   | 185대 | (8) 저랑 같이 가왕석으로 가시겠습니까? 백마 탄 왕자                                                                                          | 가수 신유                                    | (4) 내일부터 가왕석으로 출근하세요! 면접 프리패스상                                       | 성악가 김바울 (라비던스)                     |
| 376회, 377회  | 186대 | (8) 아삭하게 무대를 씹어먹겠습니다! 총각김치                                                                                                 | 가수 손진욱 (당기시오)                       | (2) 내가 10년만 젊었어도 10연승은 했어~! 라떼는 말이야!                                   | 국악인 서도 (서도밴드)                       |
| 378회, 379회  | 187대 | (7) 신들린 노래 실력 보여드릴게요! 신이 내린 목소리                                                                                          | 가수 서문탁                                  | (2) 제 노래는 만병통치약! 알약                                                            | 가수 예지 (경서예지)                         |
| 380회, 381회  | 188대 | (8) 가왕님, 제 노래 듣고 멘탈 깨지지 않게 조심하세요! 유리멘탈                                                                               | 가수 신유미                                  | (4) 사랑을 그대 품 안에! 가왕석은 내 품 안에! 신애라                                      | 뮤지컬 배우 류승주                           |
| 382회, 383회  | 189대 | (6) 가왕석을 향해 노래 슛! 골인~! 폭풍 슈팅 손흥민                                                                                           | 가수 곽창선 (녹색지대)                       | (4) 오늘 밤은 제 노래 듣고 잘 자요~! 굿나잇 키스                                          | 래퍼 원슈타인 (MSG 워너비)                   |
| 384회, 385회  | 190대 | (8) 뜨거운 화력으로 오늘 무대를 불태우겠습니다! 사랑의 연탄                                                                                  | 가수 임한별 (허용별, 전 먼데이 키즈)         | (1) 찬 바람 불 때, 제 노래 생각나게 해드릴게요! 핫초코                                    | 가수 최상엽 (루시)                           |
| 386회, 387회  | 191대 | (8) 오늘은 제가 191대 가왕 당첨입니다~! 복권당첨                                                                                             | 가수 제이세라                                | (3) 오늘 황금가면 쓰고 황금토끼로 레벨 업! 할게요! 금토끼                                 | 가수 서영주 (너드커넥션)                     |
| 388회, 389회  | 192대 | (4) 은반 위에서 갈고닦은 빛나는 노래! 아이스링크                                                                                             | 가수 우디                                    | (8) 얘, 오늘 내가 가왕 된다는 소식 들었니? 콧대 높은 아씨                                 | 가수 문희옥                                  |
| 390회, 391회  | 193대 | (4) 구슬아, 구슬아~! 다음 가왕은 누구니? 바로바로... 수정구슬!                                                                               | 가수 이소정 (레이디스 코드)                  | (8) 가왕 되는게 세상에서 제일 쉬웠어요! 날아라, 전교회장!                                 | 가수 강허달림 (전 신촌 블루스)               |
| 392회, 393회  | 194대 | (8) 복면가왕 트로피에 제 이름 새기러 왔어요! 우승 트로피                                                                                     | 가수 유회승 (엔플라잉)                       | (1) '두말' 말고 저한테 투표하세요! 쌍두마차                                               | 가수 김재석 (전 원티드)                      |
| 394회, 395회  | 195대 | (7) 그저~♬ 가왕만 바라고 있지~♬ 빙글빙글 | 가수 최정철                                  | (2) 보석함을 열어봐! 내 탄생석은 가왕석!                                                  | 가수 조이현 (전 다이아)                      |
| 396회, 397회  | 196대 | (8) 비나이다~! 비나이다~! 가왕이 되게 해주세요~! 간절곶                                                                                      | 가수 신지후 (포스트맨                        | (4) 가왕석을 환하게~! 환하게~! 밝히러 왔어요! 꽃마차                                      | 가수 레이나 (전 애프터스쿨)                  |
| 398회, 399회  | 197대 | (4) 제 노래로 판정단 마음 홀리러 왔어요! 펑키한 여우                                                                                         | 가수 호란 (클래지콰이 프로젝트)              | (5) 돌고 돌아도 제 목소리에서 헤어날 수 없을 걸요?! 회전 그네                             | 성악가 권서경 (흉스프레소)                   |
| 400회, 401회  | 198대 | (8) 8가지 화려한 매력으로 가왕석까지 날아갈게요! 팔색조 → 8가지 화려한 매력으로 n연승까지 날아갈게요! 팔색조                                 | 가수 임정희                                  | (3) 일곱 번 넘어져도 다시 일어나 가왕에 도전할래요! 7전8기                                | 가수 은가은                                  |
| 402회, 403회  | 199대 | (8) 제 우아한 매력에 풍덩~! 빠져보세요! 백조의 호수                                                                                          | 가수 배다해                                  | (3) 내 무대 즐길 준비된 사람~! Put Your Hands Up~! 록스타                                 | 가수 성민 (전 슈퍼주니어)                    |
| 404회, 405회  | 200대 | (5) 오늘 승리의 화관을 쓰고 돌아갈 거예요! 화관                                                                                              | 가수 정수연                                  | (4) 맨 앞자리에서 듣고 싶은 목소리! 방구석 1열                                            | 가수 임윤성 (시네마)                         |
| 406회, 407회  | 201대 | (8) 황금가면 하나 주면 안 잡아먹지~! 가왕석으로 곶감!                                                                                        | 가수 진민호                                  | (3) 가왕 돼 봤어요? 안 돼봤으면 말을 마세요~! 노래 달인                                   | 가수 주호 (전 에이블)                        |
| 408회, 409회  | 202대 | (6) 오늘 무대는 촉촉한 반숙으로 할까요~? 담백한 완숙으로 할까요~? 달걀프라이                                                                 | 가수 모세                                    | (3) 요리 보고~♬ 조리 봐도~♬ 가왕은 바로 나! 가만둘 리 없어!                               | 뮤지컬 배우 허혜진                           |
| 410회, 411회  | 203대 | (4) 자꾸만 맛보고 싶은 새콤달콤한 매력! 요거트                                                                                               | 가수 윤성 (아프리카)                         | (6) 팔색조 잡으러 무대로 갈까나~♬ 팔색조 잡고서 가왕석 갈까나~♬ 월척                      | 가수 가호                                    |
| 412회, 413회  | 204대 | (8) 매너가 가왕을 만든다! 1급 특수요원 | 가수 김종서 (전 부활, 전 시나위)             | (2) 제가 싣고 온 쿨한 음색을 들려드릴게요! 용달 블루                                      | 가수 한빈 (포맨)                             |
| 414회, 415회  | 205대 | (7) 제 노래는 많이 들어도 0칼로리! 안 찌우면 다행이야!                                                                                       | 가수 신용남 (글루미 써티스)                  | (2) 가왕님을 파르르 떨게 할 짜릿한 목소리! 파르페                                         | 가수 베이지                                  |
| 416회, 417회  | 206대 | (8) 너무 아름다운 다운 다운 다운 View~♬ 오션뷰                                                                                               | 가수 안예은                                  | (3) 훌라~♬ 훌라~♬ 제 노래 들으면 춤추게 되실 걸요? 알로하~!                               | 가수 리아 (ITZY)                             |
| 418회, 419회  | 207대 | (3) 내 현란한 고음 스매싱을 이길 자는 없다구~! 난 노래가 좋탁구!                                                                             | 가수 우재 (타이푼)                           | (8) 탕탕! 고막을 저격하는 달콤한 보이스! 탕후루                                           | 뮤지컬 배우 김영주                           |
| 420회, 421회  | 208대 | (8) 제 목소리가 닿으면 무대도 황금빛으로 물들 거예요! 미다스의 손                                                                            | 가수 DK (디셈버)                             | (2) 여러분의 마음을 제 노래로 찜질해 드릴게요! 찜질방                                     | 가수 신예영                                  |
| 422회, 423회  | 209대 | (7) 가왕님을 낙엽처럼 떨어트릴 거예요! 은행나무                                                                                              | 가수 보라 (전 체리블렛)                      | (3) 황금쌀 대신 황금가면 수확하러 왔어요! 쌀포대                                          | 가수 노승호 (네미시스)                       |
| 424회, 425회  | 210대 | (3) 한 치의 오차도 없는 완벽한 무대를 보여드릴게요! 인공지능                                                                                 | 뮤지컬 배우 김지훈 (리베란테)                | (5) 가왕석에서 커피 한 잔 할래요~♬ 모닝커피                                               | 가수 전초아 (전 란)                          |
| 426회, 427회  | 211대 | (6) 모두의 마음 속 1위를 차지하러 왔어요! 베스트셀러                                                                                         | 뮤지컬 배우 유리아                           | (1) 수험생 여러분~! 모르는 문제는 잘 찍고 오늘 투표할 땐 절 찍으세요! 모르는 건 잘 찍어~! | 가수 ＃안녕                                  |
| 428회, 429회  | 212대 | (8) 향기 나는 노래로 모두의 마음을 힐링시켜 드릴게요! 인센스                                                                                 | 가수 산들 (B1A4)                             | (2) 계란이 왔어요~! 다음 가왕이 될 옛날 계란빵이 왔어요~! 옛날 계란빵                     | 가수 차진영                                  |
| 430회, 431회  | 213대 | (1) 오늘부터 가왕석을 지키는 병정이 될래요! 장난감 병정                                                                                      | 가수 자영 (롤링쿼츠)                         | (7) 뚜뚜뚜뚜! 뚜뚜뚜뚜! 오늘은 여러분과 노래로 통할게요! 내 머릿속 텔레파시               | 뮤지컬 배우 선우                             |
| 432회, 433회  | 214대 | (1) 황금 가면을 향한 제 열정은 꺾이지 않아요! 중요한 건 꺾이지 않는 마음                                                                     | 야구 선수 최준용                             | (7) 펄펄 눈이 옵니다~♬ 가왕석에 눈이 옵니다~♬ 함박눈                                      | 가수 이서연 (fromis 9)                       |
| 434회, 435회  | 215대 | (8) 울고 웃는 모든 순간이 로큰롤! 희로애락도 락이다!                                                                                         | 가수 윤민 (터치드)                           | (4) 추운 겨울을 단숨에 녹일 후끈한 무대 보여드리겠습니다! 후끈한 사우나                   | 가수 범진                                    |
| 436회, 437회  | 216대 | (3) 올겨울 가장 핫한 곳! 붕어빵처럼 따끈한 제 노래 들으러 오세요~! 붕세권                                                                    | 가수 진호 (펜타곤, 크레즐)                   | (7) 폭신하고 달콤한 가창력을 돌돌 말아왔어요! 폭신폭신, 롤케이크                          | 가수 안신애 (전 바버렛츠)                    |
| 438회, 439회  | 217대 | (6) 출동! 오늘 이 무대의 안전은 제 노래로 책임지겠습니다! 소화기                                                                             | 가수 김동현                                  | (3) 과자집처럼 달콤하고 쫀득한 가창력 보여 드릴게요! 헨젤                                 | 가수 길구 (길구봉구)                         |
| 440회, 441회  | 218대 | (8) 가왕석을 단번에 훅! 낚아챌 갈고리를 준비했어요~! 후크 선장                                                                               | 가수 배인혁 (로맨틱펀치)                     | (3) 크루아상처럼 바삭하고 와플처럼 달콤한 목소리! 크로플                                  | 국악인 신예주 (국악이상)                     |
| 442회, 443회  | 219대 | (8) 빈틈없이 풍성한 제 노래 실력을 뽐내러 왔어요! 모발이 빼곡빼곡                                                                            | 가수 지세희 (손이지유)                       | (4) 가왕석을 향한 위대한 상상은 현실이 된다! 현실은 서커스                                | 가수 황우림                                  |
| 444회, 445회  | 220대 | (8) 오늘 가왕님께 따끔한 맛을 보여드리러 왔어요! 벌처럼 쏜다                                                                                 | 가수 전상근                                  | (4) 후~! 불면 가왕석까지 한 번에 날아갈게요~! 홀씨                                        | 가수 김소연                                  |
| 446회, 447회  | 221대 | (8) 기차가 어둠을 헤치고~♬ 가왕석에 올라갈게요! 은하철도 999                                                                                 | 뮤지컬 배우 김수하                           | (1) 멈출 수 없는 제 연승 행진 기대하세요~! 승승장구                                       | 가수 민서                                    |
| 448회, 449회  | 222대 | (7) 밤새도록 내 가락에 취해보지 않겠소~? 야간개장                                                                                            | 뮤지컬 배우 임규형 (크레즐)                  | (4) 오늘 가왕석에 새 바람을 일으키러 왔어요! 풍력발전기                                   | 가수 써니 (바버렛츠)                         |
| 450회, 451회  | 223대 | (7) 제 안에는 가왕이 되기 위한 행운이 가득 차 있어요! 럭키박스                                                                               | 가수 리누                                    | (1) 가왕이 돼서 가문을 일으킬 효녀가 바로 접니다! 금쪽같은 딸내미                         | 국악인 신유진 (전 이날치)                    |
| 452회, 453회  | 224대 | (8) 압도적인 가창력으로 무대를 부수러 온 노래 영웅! 헤라클레스                                                                               | 뮤지컬 배우 민우혁                           | (3) 원두 향처럼 진한 감성으로 무대를 가득 채울게요! 더치커피                              | 가수 나상현 (나상현씨밴드)                   |
| 454회, 455회  | 225대 | (7) 황금가면을 얻는 자가 천하를 얻는다 하셨습니까? 이제부터 저의 시대입니다! 여왕의 기품                                                     | 가수 키코                                    | (4) 도레미파솔라시도~ '도'를 넘는 '미'친 노래 실력! 음악 선생님                           | 성악가 오스틴 킴 (포르테나)                  |
| 456회, 457회  | 226대 | (3) 내 큰 입으로 무대를 씹어먹으라고? 네 말대로 하마!                                                                                        | 가수 요셉 (포맨)                             | (8) 제 얼굴에 반하고, 음색에 한 번 더 반하게 되실 거예요! 나한테 반하나?                  | 가수 장한나                                  |
| 458회, 459회  | 227대 | (6) 저는 물 대신 여러분의 사랑을 마시며 자란답니다~! 화분                                                                                    | 가수 이병찬                                  | (4) 회사 갖고 싶어? 말만 해! 투표만 해 주면 다 줄게~! 회사 줄게                           | 뮤지컬 배우 전나영                           |
| 460회, 461회  | 228대 | (8) 깊은 바닷속에 숨겨진 황금 같은 노래! 언더 더 씨                                                                                          | 가수 효린 (전 씨스타)                        | (4) 씽씽 불어라~♬ 가왕석까지 불어라~♬ 잠이 솔솔, 에어컨                                   | 가수 황가람 (피노키오)                       |
| 462회, 463회  | 229대 | (7) Destiny~ 오늘은 제가 가왕이 될 운명이에요! 너는 내 운명                                                                                  | 가수 추승엽 (악퉁)                           | (4) 찌릿찌릿한 제 매력에 꽂히게 될걸요? 멀티탭                                            | 가수 최향                                    |
| 464회, 465회  | 230대 | (1) 오나라~♬ 오나라~♬ 아주 오나~♬ 새 가왕님 등장이오! 장금이                                                                                 | 가수 초원 (라잇썸)                           | (8) 천 일 동안 듣고 싶은 신비롭고 환상적인 노래! 아라비안나이트                           | 가수 K2 (전 피노키오)                        |
| 466회, 467회  | 231대 | (4) 딱딱한 껍질 속에 숨어있는 말랑말랑한 음색! 달팽이                                                                                        | 가수 소수빈                                  | (8) 마음 깊은 곳까지 울리는 목소리! 동굴 목소리                                           | 뮤지컬 배우 에녹                             |
| 468회, 469회  | 232대 | (3) ‘두’말할 것 없이 ‘부’드러운 노래 들려드릴게요! 두부                                                                                      | 가수 박현규 (전 브로맨스)                    | (8) 눈을 뗄 수 없는 제 노래 실력은 장군감입니다! 잘생긴 바보 장군                         | 가수 박준하                                  |
| 470회, 471회  | 233대 | (7) 화려하고 아름다운 축제의 막을 올립니다! Welcome to my 카니발~!                                                                           | 가수 강성희 (신촌 블루스)                    | (4) 한 번 맛보면 헤어 나올 수 없는 스윗한 매력! 도넛                                      | 가수 용훈 (원위)                             |
| 472회, 473회  | 234대 | (3) 팔딱팔딱 생동감 넘치는 무대 보여드릴게요! 망둥이                                                                                         | 가수 빈센트 (크랙샷, 전 크랙실버)            | (8) 한 소절만 들어도 느낄 수 있는 깊고 진한 매력! 국물의 제왕                             | 배우 최대철                                  |
| 474회, 475회  | 235대 | (4) 가왕석 향해 초고음 발사! 에네르기파~! 파란 머리 맨                                                                                       | 가수 제이창 (원팩트, B.D.U)                  | (8) 회오리 같은 가창력으로 여러분의 마음을 휘감아버릴게요! 회오리 감자                    | 뮤지컬 배우 황건하 (라비던스)                |
| 476회, 477회  | 236대 | (8) 어디서 향기 나지 않아요? 내 노래는 향기를 남기고... 꽃보다 향수                                                                          | 가수 정준일 (전 메이트)                      | (3) 오늘 가왕은 호.박.고.구.마! 호박고구마~! 호박고구마                                   | 가수 스테파니 (전 천상지희 더 그레이스)      |
| 478회, 479회  | 237대 | (8) 캔들만큼 밝은 제 노래로 온 세상을 환하게 밝힐게요! 크리스마스 캔들                                                                       | 가수 조정현                                  | (4) 부드러~운 마시멜로처럼 여러분의 마음속에 녹아들게요! 마시멜로 쿠키                    | 가수 신성                                    |
| 480회, 481회  | 238대 | (8) 새해에는 나와 함께 갓생 살아보지 않겠소? 갓생 사는 선비                                                                                  | 가수 김태현 (딕펑스)                         | (3) 둥근 해가 떴습니다~♬ 햇빛만큼 밝은 제 무대 보실래요? 이루리 이루리라~♬ 해돋이         | 가수 이젤                                    |
| 482회, 483회  | 239대 | (5) 선생님~! 방학 내내 갈고 닦은 노래 실력 제출하러 왔어요! 방학 숙제                                                                        | 가수 홍대광                                  | (3) 어리다고 놀리지 말아요~♬ 가창력은 내가 최고야~! 소녀시대                              | 뮤지컬 배우 이지혜                           |
| 484회, 485회  | 240대 | (4) 제 노래 들으면 모든 일이 잘될 거예요! 하쿠나 마타타                                                                                      | 가수 주연 (엑스디너리 히어로즈)              | (5) 둥글게 둥글게~♬ 둥글게 둥글게~♬ 가왕석까지 한 명! 둥글게 둥글게                       | 배우 주종혁 (전 파란)                        |
| 486회, 487회  | 241대 | (1) 괜찮으시다면 우리 다음엔 가왕석에서 만날까요? 소개팅                                                                                     | 가수 송하예                                  | (8) 우리 사랑을 가로막는 장애물은 고음으로 날려버릴 거예요! 노팅 힐                       | 가수 주니퍼                                  |
| 488회, 489회  | 242대 | (6) 시원한 음색부터 진한 여운까지! 오래 끓일수록 더 깊어지는 무대! 신선로                                                                    | 가수 정미애                                  | (3) 나이야, 가라~! 청춘은 바로 지금! 청바지                                               | 뮤지컬 배우 장민제                           |
| 490회, 491회  | 243대 | (3) 꽃향기만 남기고 갔단다~♬ 오랫동안 기억될 향기로운 음색! 꽃다발                                                                           | 가수 신해솔                                  | (8) 감미로운 제 노래 들으면 밤에 잠 못 잘걸요? 잠 못 이루는 밤                            | 가수 임세준                                  |
| 492회, 493회  | 244대 | (3) 세상에서 가장 아름답고 우아한 세레나데 들려드릴게요! 골든 레이디                                                                         | 가수 김예찬 (전 핑크판타지)                  | (8) 모두 나를 따르라~! 이 항해는 가왕석까지 멈추지 않는다! 만선을 꿈꾸는 선장             | 가수 김바다 (시나위)                         |
| 494회, 495회  | 245대 | (8) 거울아, 거울아~! 이 세상에서 누가 제일 노래 잘하니~? 앤틱 거울                                                                           | 가수 양파                                    | (4) 신들도 인정한 천상의 목소리로 무대 위를 자유롭게 날아다닐게요! 헤르메스               | 가수 홍경민                                  |
| 496회, 497회  | 246대 | (8) 뭐라고용? 제가 오늘 여의주를 얻어 가왕이 된다고용? 용용 죽겠지                                                                           | 가수 안태규 (드래곤포니)                     | (1) 시원한 에이드처럼 톡! 쏘는 고음 한 잔 맛보실래요~? 청포도 에이드                      | 가수 마이진                                  |
| 498회, 499회  | 247대 | (6) 빙수야~♬ 망고 빙수야~♬ 녹지 마 녹지 마~♬ 시원한 목소리로 더위를 날려드릴게요! 망고 빙수                                                  | 뮤지컬 배우 전하영                           | (3) 달려라~♬ 달려라~♬ 달려라 두깨~♬ 오늘은 제가 가왕석으로 달려갈게요! 홍두깨             | 가수 신공훈                                  |
| 502회, 503회  | 248대 | (8) 이 밤, 제 앞에 앉아 있는 당신께... 추억의 노래 띄워드립니다... 음악다방 DJ                                                               | 가수 박창근                                  | (3) Happy Birthday To You~! 모두 새 가왕 탄생을 축하해 주러 오셨군요~? 생일 카드          | 가수 임지수                                  |
| 504회, 505회  | 249대 | (8) 로맨틱한 분위기에 영화 같은 무대! 오늘은 제가 주연입니다~! 한여름 밤의 시네마                                                            | 가수 김기태                                  | (3) 시간이 지날수록 더 깊게 배어나는 향기! 농익은 제 음색에 빠져보세요~! 모카포트         | 뮤지컬 배우 조형균 (에델 라인클랑)           |
| 506회, 507회  | 250대 | (6) 어흥~! 어둠을 걷어내는 노래 한 줄기로 여러분을 지켜드릴게요! 악귀 쫓는 호랑이                                                            | ?                                            | (3) 가왕님, 저 좀 보새우! 제가 곧 그쪽으로 올라갈 테니 조금만 기다려주새우! 안녕하새우!   | 가수 양지은                                  |

### 역대 생방송 우승자/준우승자
| 회차   | 역대 | 우승자                | 정체             | 준우승자                          | 정체                          |
| ------ | ---- | --------------------- | ---------------- | --------------------------------- | ----------------------------- |
| 2015년 | 1차  | (7) 감성보컬 귀뚜라미 | 가수 조장혁      | (1) 달아~! 달아~! 목소리가 달아~! | 가수 김보아 (킴보, 전 스피카) |
| 2016년 | 2차  | (1) 심장어택 큐피드   | 가수 산들 (B1A4) | (8) 포기금지!                     | 가수 임정희                   |

### 역대 듀엣 우승자/준우승자
| 회차      | 역대 | 우승자                                                      | 정체                                                         | 준우승자                                           | 정체                                          |
| --------- | ---- | ----------------------------------------------------------- | ------------------------------------------------------------ | -------------------------------------------------- | --------------------------------------------- |
| 323~325회 | 1대  | (8) 가왕석 앞에선 누나고 동생이고 안 봐 줍니다... 형제의 난 | 가수 이지영 (빅마마) & 가수 이승우 (소울스타)                | (1) 우리 둘이 함께라면 두려울 게 없지! 용감한 형제 | 가수 김민석 (멜로망스) & 배우 김우석          |
| 371~373회 | 2대  | (4) 한 표도 갈라놓을 수 없었던 의리! 우리 우정 한 표 차이   | 성악가 박현수 (레떼아모르) & 뮤지컬 배우 백형훈 (흉스프레소) | (6) 여러분 마음에 일촌 신청할게요! 도토리 시스터즈 | 가수 코타 (전 써니힐, WSG 워너비) & 가수 히키 |

## 편성 변경 및 결방 사유
- 2016년 2월 28일: 경연 내용이 방대해져 15분 확대 편성되었다.
- 2017년 3월 12일 : 박근혜 전 대통령 청와대 퇴거 MBC 뉴스특보 편성 관계로 인해 5시 45분부터 중단되었다.
- 2017년 3월 19일 : 지난주에 방송이 중단된 관계로 인해 180분간 특별 편성되었다.
- 2017년 9월 10일 ~ 2017년 11월 12일 : MBC 총파업 여파 관계로 인해 '레전드 후 아유' 편으로 스페셜 방송으로 대체되었다.
- 2018년 2월 11일 ~ 2018년 2월 18일 : 2018 평창 동계 올림픽 중계 방송 관계로 인해 각각 6시 15분과 5시 30분에 편성되었다.
- 2018년 3월 18일 : 2018 평창 동계 패럴림픽 폐막식 중계 방송 관계로 인해 5시 15분에 편성되었다.
- 2018년 8월 19일 ~ 2018년 8월 26일 : 2018 자카르타-팔렘방 아시안 게임 중계 방송 관계로 인해 결방되었다.
- 2019년 6월 30일 : 2019년 남북미정상회담 중계 방송 관계로 인해 결방되었다.
- 2021년 7월 25일 ~ 2021년 8월 1일 : 2020 도쿄 하계 올림픽 중계 방송 관계로 인해 결방되었다.
- 2021년 8월 8일 : 2020 도쿄 하계 올림픽 폐막식 중계 방송 관계로 인해 5시에 편성되었다.
- 2021년 10월 10일 : 더불어민주당 제20대 대통령선거 최종후보자 선출 MBC 뉴스특보 편성 관계로 인해 6시 40분에 편성되었다.
- 2022년 2월 6일 : 2022 베이징 동계 올림픽 중계 방송 관계로 인해 5시 45분에 편성되었다.
- 2022년 2월 13일 : 2022 베이징 동계 올림픽 중계 방송 관계로 인해 결방되었다.
- 2022년 2월 20일 : 2022 베이징 동계 올림픽 폐막식 중계 방송 관계로 인해 5시 55분에 편성되었다.
- 2022년 2월 27일 : 제20대 대통령선거 방송 연설 MBC 뉴스특보 편성 관계로 인해 5시 45분에 편성되었다.
- 2022년 3월 6일 : 2022년 울진-삼척 산불 MBC 뉴스특보 편성 및 2022 베이징 동계 패럴림픽 중계 방송 관계로 인해 5시 45분에 편성되었다.
- 2022년 4월 24일 : 어떤 모종의 이유로 인해 '노래는 쉽고 가왕은 어려워' 편으로 스페셜 방송으로 대체되었다.[1]
- 2022년 10월 30일 : 이태원 압사 사고 참사 여파 관계로 인해 결방되었다.
- 2022년 11월 13일 : 한미일 연쇄 정상회담 MBC 뉴스특보 편성 관계로 인해 5시 50분에 편성되었다.
- 2022년 11월 27일 : 2022 카타르 월드컵(일본 : 코스타리카) 중계 방송 관계로 인해 결방되었다.
- 2023년 1월 1일 : '가왕의 전설' 편으로 새해 스페셜 방송으로 인해 6시 30분에 편성되었다.
- 2023년 5월 7일 : 한일 정상회담 MBC 뉴스특보 편성 관계로 인해 6시 40분에 편성되었다.
- 2023년 7월 16일 : 넘버스 : 빌딩숲의 감시자들 8회 재방송으로 인해 결방되었다.[2]
- 2023년 9월 24일 ~ 2023년 10월 1일 : 2022 항저우 아시안 게임 중계 방송 관계로 인해 결방되었다.
- 2023년 10월 8일 : 연인 파트1 1~5회 연속방송으로 인해 결방되었다.
- 2023년 11월 19일 : 2023 아시아 프로야구 챔피언십 결승전(대한민국 : 일본) 중계 방송 관계로 인해 결방되었다.
- 2024년 3월 31일 : 제22대 국회의원선거 방송 연설(조국혁신당) MBC 뉴스특보 편성 관계로 인해 5시 55분에 편성되었다.
- 2024년 4월 7일 : 9주년 특집 방송이 기호 9번 조국혁신당과 번호가 겹쳐 오해를 살 수 있다는 이유로 원더풀 월드 12회 재방송으로 대체되었다.
- 2024년 7월 28일 ~ 2024년 8월 11일 : 2024 파리 하계 올림픽 중계 방송 관계로 인해 결방되었다.
- 2024년 10월 20일 : 넥슨 아이콘 매치(FC 스피어 : 실드 UTD) 중계 방송 관계로 인해 결방되었다.
- 2024년 12월 8일 : 윤석열 정부 비상계엄 관련 MBC 뉴스특보로 인해 결방되었다.
- 2024년 12월 15일 : 윤석열 대통령 탄핵소추 관련 MBC 뉴스특보로 인해 5시 20분에 편성되었다.
- 2024년 12월 29일 : 제주항공 2216편 활주로 이탈 사고 관련 MBC 뉴스특보로 인해 결방되었다.
- 2025년 1월 5일 : 2024 MBC 연기대상 방송 관계로 인해 결방되었다.
- 2025년 2월 9일 : 2025 하얼빈 동계 아시안 게임 중계 방송 관계로 인해 결방되었다.
- 2025년 5월 18일 : 제20대 대통령선거 후보자 초청 1차 토론회로 인해 5시 20분에 편성되었다.

## 수상 경력
- 2015년 MBC 방송연예대상
  - 뮤직·토크 남자 신인상 : 김형석
  - 올해의 작가상 : 박원우
  - 특별상 : 신봉선
  - 뮤직·토크 남자 우수상 : 김연우
  - 뮤직·토크 남자 최우수상 : 김성주
  - 대상 : 김구라
- 2015년 제42회 한국방송대상 - 연예오락TV 부문 작품상[3]
- 2015년 제42회 한국방송대상 - 진행자TV부문 개인상 김성주 수상
- 2015년 대한민국 올해의 브랜드 대상 - 특별상[4]
- 2015년 광고주가 뽑은 좋은 프로그램상 - 연예오락 부문[5]
- 2015년 방송비평상 시상식 - 방송비평상 예능 부문[6]
- 2015년 한국방송작가상 - 예능 부문 박원우 작가수상[7]
- INPUT 2016년 - 좋은방송 선정[8]
- 2016년 방송통신위원회 방송대상 - 창의발전 분야 우수상
- 2016년 3월 방송통신심의위원회선정 - 이달의 좋은 프로그램
- 2016년 제49회 휴스턴 국제 영화제 - TV예능 부문 동상’[9]
- 2016년 제28회 한국PD대상 - TV예능 작품상[10]
- 2016 방송통신위원회 방송대상시상식 - 창의발전 부문 우수상[11]
- 2016년 제52회 백상예술대상 - TV 작품상(예능)
- 2016년 MBC 방송연예대상
  - 베스트 팀워크상
  - 특별상 : 하현우
  - 뮤직·토크쇼 남자 우수상 : 유영석
- 2017년 MBC 방송연예대상
  - PD상
  - 뮤직·쇼 특별상 : 소향
  - 쇼·시트콤 남자 우수상 : 김현철
- 2018년 MBC 방송연예대상
  - 뮤직·토크 남자 신인상 : 승관
  - 올해의 예능인상 : 김구라
  - MC상 : 김성주
- 2019년 MBC 방송연예대상
  - 글로벌 트렌드상
  - 공로상 : 김현철, 유영석, 윤상
  - 올해의 예능인상 : 김구라, 김성주
- 2020년 MBC 방송연예대상
  - 남자 신인상 : 김강훈
  - 올해의 예능인상 : 김구라, 김성주
  - 베스트 포맷상
- 2021년 MBC 방송연예대상
  - 올해의 예능인상 : 김구라, 김성주
  - 인기상 : 산다라박
  - 여자 최우수상 : 신봉선
- 2022년 MBC 방송연예대상
  - 올해의 예능인상 : 김구라, 김성주
  - K-콘텐츠상
- 2023년 MBC 방송연예대상
  - 프로듀서 특별상 : 김구라
  - 프로듀서 MC상 : 김성주
- 2024년 MBC 방송연예대상
  - 베스트 파트너상 : 김구라, 김성주

## 같이 보기
- 불후의 명곡 - 전설을 노래하다 (KBS 2TV)
- 트롯신이 떴다 (SBS TV)
- 로또싱어, 보이스트롯, 현역가왕 (MBN)
- 내일은 미스트롯, 내일은 미스터트롯, 내일은 국민가수 (TV조선)
- 싱어게인, 히든싱어, 팬텀싱어 (JTBC)
- 나는 트로트 가수다 (MBC 에브리원)

## 주해
1. ↑  17차 경연에서는 특별히 투표자가 101명이었고 42차 경연에서는 투표자가 199명이었다. 이는 세 명이 동시에 가왕 대결을 벌였기 때문에 투표자가 99명일 경우 33:33:33으로 동률이 될 수 있는 상황을 방지하기 위해서였다. 124~177차 경연까지는 코로나19 확산 방지를 위해 연예인 판정단 21명만이 투표를 했다.
2. ↑  파일럿, 1차 경연에서는 듀엣 곡으로만 대결했고, 2차 경연에서는 개별 솔로 곡으로 대결했다.
3. ↑  가끔씩 3라운드 준비곡을 부르면서 퇴장하거나 가면을 벗는 경우도 있다. 1회 듀엣 가왕 특집부터는 3라운드 준비곡의 경우 리허설 무대로 공개된다.
4. ↑  파일럿, 1차 경연에서는 가왕이 없어 3라운드에서 가왕을 결정했다.